# YOSHIKI
YOSHIKI（よしき、1965年〈昭和40年〉11月20日 - ）は、日本のミュージシャン・ドラマー、ピアニスト・マルチプレイヤー・ソングライター・音楽プロデューサー・実業家・慈善家。本名は林 佳樹（はやし よしき）。
ロックバンドX JAPANのリーダーであり、映画、テレビ、アニメなど様々な作品の音楽コンポーザーも務める。主なヒット曲はX JAPANの作品「紅」「ENDLESS RAIN」「Silent Jealousy」「Tears」「Rusty Nail」「Forever Love」など。
アジア太平洋地域の偉大な篤志家30人に選出されており、世界的に活躍するアーティストとしてこれまで、ボノ（U2）、サラ・ブライトマン、ウィル・アイ・アム（ブラック・アイド・ピーズ）、KISS、ジョージ・マーティン（ビートルズプロデューサー）、ロジャー・テイラー（クイーン）、スコーピオンズなどと共演している。身長175cm。誕生星座はさそり座。

## 概要
1989年にメジャー・デビューしたヴィジュアル系ロックバンド、X JAPANのドラマー/ピアニストとしての活動が著名であり、バンドのリーダー、メインコンポーザーも務めている。
ソロとしても3作のスタジオ・アルバム『Eternal Melody』（1993年）、『ETERNAL MELODY II』（2005年）、『YOSHIKI CLASSICAL』（2013年）を発表しており、これまでのソロとしての主な仕事には『天皇陛下御即位十年をお祝いする国民祭典』のための奉祝曲（1999年）、『日本国際博覧会（愛知万博）』の公式イメージ・ソング（2005年）、ゴールデングローブ賞の公式テーマ・ソング（2012年）などがある。
1986年に設立したインディーズのレコード会社「エクスタシーレコード」は、LUNA SEAやGLAY、ZI:KILLなどを輩出し、ヴィジュアル系ムーブメントのパイオニアの1つとなった。1993年からは他のアーティストのプロデュースも始め、これまでにNOA、GLAY、西城秀樹、北野井子、DIR EN GREY、工藤静香、ぽるん、松田聖子、SixTONESなどの作品を手がけている。
2000年に「日本社会と文化に貢献した人物」として文部大臣表彰を受けている。2010年に米国非営利公益法人501(c)(3)「Yoshiki Foundation America」を設立して国際的な人道支援に取り組み、経済誌『Forbes Asia』により2019年の「Heroes Of Philanthropy」（フィランソロピーの英雄たち）としてアジア太平洋地域の偉大な篤志家30人に選出された。2021年には熱心なチャリティ活動が称えられて紺綬褒章を受章した。
2014年のマディソン・スクエア・ガーデンにおけるX JAPANの公演、2017年のウェンブリー・アリーナにおけるX JAPANの公演、同年のカーネギー・ホールにおけるYOSHIKI単独公演により、彼はアジア人として初めて音楽の世界三大殿堂を踏破した。このような業績により米メディア（Consequence）でYOSHIKIは「日本の歴史上最も影響力のある作曲家の1人」として見なされている。「世界に通用する芸術を生み続けたい」彼の情熱がX JAPANを世界的な成功に導き、彼は多年にわたり音楽の革新者として活動していることが知られている。
YOSHIKIの持つ才能とは、世界中で100年聞かれる曲を作り出す力であり、彼の曲には心を打つメロディと美しい和声があり、それは作曲家の心の震えが直接伝わってくる彼独自の音楽なのであると、主張する者もいる。

## 経歴

### 生い立ち
1965年11月20日に、千葉県館山市の老舗呉服店を営む家庭の2人兄弟の長男として生まれる。父はジャズ・ピアノ、母は三味線、叔母は琴の演奏を嗜むなど音楽的な一面があった。また、父は先代から家業を継ぐまでプロのタップ・ダンサーであった。現在マネージメントを行っているのは5歳年下の実弟、光樹。弟の妻（義妹）は体操インストラクターの松野ちか。
幼少期は仕事で忙しい両親に代わり、主に家政婦が兄弟の面倒を見ていた。4歳になると父からピアノを買い与えられ、自宅そばのピアノ教室でクラシック・ピアノのレッスンを受け始める。この頃、幼稚園でのちにバンドを組むToshlと出会う。日頃から父が購入するクラシック音楽のレコードを好んで聴き、8歳の時にシューベルトの交響曲第8番ロ短調「未完成」とベートーヴェンの交響曲第5番ハ短調　が収録されたレコードを初めて自分の小遣いで購入した。
病弱で重い小児喘息を患っていたために、小学校中学年になるまで頻繁に入退院を繰り返す生活を余儀なくされた。病室では父が見舞いに持参した子供向けの偉人伝を愛読し、とりわけ若くして難聴となりながらも数々の名曲を残したベートーヴェンの苦難の人生に対して強い興味を抱いた。

### 音楽との関わり
9歳頃からピアノで作曲をはじめ、10歳から14歳まで学校のブラスバンド部でトランペットを担当した。また中学から高校まではブラスバンド部と並行してサッカー部にも所属しており、チームの司令塔であるミッドフィールダーのポジションを担当していた。毎年、誕生日には楽器を買い与えられることが恒例で、トランペットを始めたのも10歳の誕生日に父から買ってもらったことがきっかけだったが、その翌年の8月に父が自殺した（享年34）。それまではクラシック音楽しか聴いていなかったが、行きつけのレコード店で偶然目にしたジャケットに惹かれて購入したキッスのシングル「ラヴ・ガン」と、母に頼み連れていってもらったキッスの『ロックンロール・オーバー・ツアー』の日本武道館公演をきっかけにロックに魅了され、11歳でドラムスを始めた。ちなみに、12歳でギターも始めたが、細かい作業が性に合わず早々に手を引いた。
11歳で初めての4人組バンド「DYNAMITE」（メンバーは小学校の同級生2人と幼馴染みでギターが弾けたToshl）を結成。当初はドラムスとボーカルを担当し、近所の貸しスタジオでキッスの楽曲を練習して腕を磨いていたが、声変わりが遅く高声しか出すことができなかったため、中学校に進学後、新たに同級生をボーカルに迎え、ドラムスに専念することとし、バンド名も「NOISE」に改称し、レッド・ツェッペリンやディープ・パープルなどの楽曲を演奏した。
より複雑なリズムを叩くため、14歳の誕生日に母に頼んでダブル・ベースのドラムセットを購入してもらい、同じくダブル・ベースを使うコージー・パウエルを手本にレインボーの曲「スターゲイザー」などをカバーし練習を積んだ。中学校の体育館で開かれた予餞会で初めてのステージを踏み、安房高校に進学した後もNOISEとしてレッド・ツェッペリンやUFO、レインボーなどの楽曲を学校の文化祭などで演奏した。

### X JAPANの結成
1982年の夏、大学受験に専念するメンバーが離脱したNOISEを解散。当時はアイアン・メイデンのアルバム『鋼鉄の処女』や『キラーズ』に感化されており、ボーカルに転向したToshlと他校の生徒によるツインリードギター編成で、よりハードなロックを指向したバンド「X」（現在のX JAPAN）を新たに結成する。Xでは既存の楽曲の演奏だけでなくオリジナル楽曲の作曲も始め（Xのために初めて作曲した楽曲「I'LL KILL YOU」は、1985年にXの1作目のシングルとしてリリースされている）、演奏のレパートリーを着実に増やしていった。
高校3年から音楽大学を目指して本格的にピアノに打ち込み、受験用のプログラムを通して、ソルフェージュ、和声、楽典などの音楽理論を学んだ。受験勉強の合間にはXとしていくつかのバンド・コンテストに出場。ヤマハ主催のアマチュアのバンド・コンテスト『EastWest』の千葉県大会ではバンドとしての受賞こそ逃したものの、個人でベスト・ドラマー賞を受賞した。Toshlもまた、その後に参加したコンテストでベスト・ボーカル賞を受賞していた。このことにバンドとしての可能性に自信を深め、大学に進学せず東京でバンドを続ける決意を固めたことをToshlに告げられ、これに呼応し音楽大学への推薦入学が決まっていた道を断つ決心をした。
高校を卒業すると、本格的にバンド活動を行うためにToshlと共に上京。ライブ・ハウス時代には、Xが出演していたライブ・ハウス「神楽坂EXPLOSION」の店員がDoomのメンバーであった繋がりから、Doomの初ライブでヘルパーとしてドラムを叩いている。また、Xの活動と並行してLip CreamのNAOKI、ORANGEのACTとともにパンク・バンド「L・O・X」を結成して活動していた。
Xはメンバーが度々変わるバンドであったためメンバーはToshlと二人だけの時代もあった。
Xのレコードをリリースするため、1986年にインディーズのレコード会社「エクスタシーレコード」を設立。1988年に同社よりリリースしたXの1作目のアルバム『Vanishing Vision』はオリコンの週間チャートで最高19位を記録し、インディーズ・レーベルの作品として日本のメジャー・チャートにランクインした初めてのアルバムとなった。翌1989年にXの2作目のアルバム『BLUE BLOOD』でCBSソニーからメジャー・デビュー。年末には日本有線大賞の最優秀新人賞、全日本有線放送大賞の最優秀新人賞、第4回日本ゴールドディスク大賞の最優秀新人賞などを受賞した。X JAPANの1993年のアルバム『ART OF LIFE』からはバンドのプロデューサーも担っている。

### ソロ活動（1991-99年）
1991年の10月31日にTMNの小室哲哉とともに記者会見を開き、2人で新ユニット「V2」を結成することを発表。12月5日に東京ベイNKホールでV2のコンサート『V2 SPECIAL LIVE VIRGINITY』を開催した。同年、初のソロ名義作として、自身の選曲によるクラシック音楽のコンピレーション・アルバム『Yoshiki Selection』を12月12日に発表。このアルバムは第6回日本ゴールドディスク大賞で洋楽アルバム賞（クラシック部門）を受賞した。
1992年にV2としてシングル「背徳の瞳〜Eyes of Venus〜」をリリース。また、ロサンゼルスに自身のレコーディング・スタジオと自宅を購入し、制作と生活の拠点をアメリカに移した。MIDIやシンクラヴィアなどコンピュータ・ベースの制作環境に関心を持ち、バンドの枠を超えたプロジェクト「Violet UK」を構想する。1992年7月23日に東芝EMIと初めてとなるソロ契約の締結を発表。7月30日に日本武道館で『YOSHIKI TALK LIVE at 武道館』を開催し、1993年にX JAPANの作品としてリリースされた自らの半生を描いた楽曲「ART OF LIFE」をピアノ協奏曲形式で初演した。また、年末にNHKホールで行われた『第43回NHK紅白歌合戦』の全出場歌手で歌う合唱曲「TEARS〜大地を濡らして〜」を作詞・作曲し、会場のパイプオルガンで伴奏した。「TEARS〜大地を濡らして〜」もまた、X JAPANのシングル「Tears」として1993年にリメイクされた。東芝EMIからは、ビートルズのプロデューサーとして知られるジョージ・マーティンとのジョイント・プロジェクトとして、アルバム『Eternal Melody』と、シングル「Amethyst」が1993年にリリースされた。ジョージ・マーティンは日本武道館での「ART OF LIFE」の演奏をビデオを観てプロデュースを快諾した。1993年にはTBS系で10月から放送されたドラマ『徹底的に愛は…』の主題歌としてNOAのシングル「今を抱きしめて」をプロデュースし、第36回日本レコード大賞で優秀賞を受賞した。
1994年にはクイーンのドラマーであるロジャー・テイラーとのコラボレーション・シングル「Foreign Sand」をリリースし、2人は国連UNESCOの呼びかけによりにより催された『GME '94 〜21世紀への音楽遺産をめざして〜 AONIYOSHI』で共演した。また、キッスのトリビュート・アルバム『トリビュート -KISS MY ASS-』に、ピアノ協奏曲にアレンジした「ブラック・ダイヤモンド」で参加した。同年にメジャー・レーベル「プラチナム・レコード」を設立し、GLAYをメジャー・デビューさせた。同レーベルからは、1996年に自身2作目となるクラシック音楽のコンピレーション・アルバム『Yoshiki Selection II』もリリースされた。
1997年4月20日にボーカリストのToshlがX JAPANを脱退。同年9月22日に都ホテル東京で記者会見を開き、X JAPANの解散を発表した。同年8月6日発売、西城秀樹の76枚目のシングル『moment』の作曲・編曲。2000年に新たなボーカリストを加えた形で再結成することや、自身も日本やアメリカで音楽プロデューサーとして本格的に活動することを予定していたが、1998年5月2日にギタリストのHIDEが急逝したことで精神的に落ち込み、頓挫。北野井子やDIR EN GREYのプロデュースを手がけるものの、表舞台には一切上がらずにいた。そんな中、『天皇陛下御即位十年をお祝いする国民祭典』の奉祝曲の制作依頼を受け、1999年11月12日に皇居前広場で行われた式典で作曲したピアノ協奏曲「Anniversary」を演奏。この時に受けた歓声が再起の契機となった。

### ソロ活動（2000-09年）

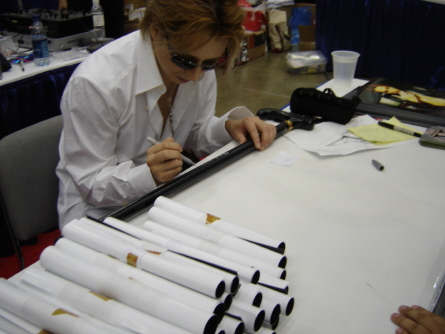
『オタコン2006』でサインに応じるYOSHIKI。

2000年6月にメジャー・レーベル「エクスタシー・ジャパン」の設立を発表。Shiroや、BEAST、Revenusなど、レーベル所属のアーティストのデビューに携わった。また1998年2月にロサンゼルスに設立したレーベル「エクスタシー・レコード・インターナショナル」に所属する、アバンダンド・プールズ、ローラ・ドーン、キドニーシーヴスらのアルバムをプロデュースした。Violet UKの制作も再開し、自ら出演し、演出も手がけたセブン-イレブン・ジャパンの企業イメージCFに「Confusion」「The Other Side」「Blind Dance」の3曲を使用した。Violet UKとしては1998年公開の映画『イン・ゴッズ・ハンズ』に楽曲「sane」を提供している。2000年11月1日には、東京国際フォーラムで開催された松任谷由実のコンサート『Brothers & Sisters』にゲスト出演し、「翳りゆく部屋」をピアノで伴奏した。
2002年9月1日、お台場で行なわれたライブ・イベント『a-nation avex SUMMER FESTA 2002』のステージでglobeに加入することを発表（2005年にYOSHIKIを加えての活動の際の名称がglobe extremeになることが発表された）が、今のところ活動の実態は無く、小室流ジョークとも言われている。同年12月に東京国際フォーラムで『YOSHIKIシンフォニックコンサート2002 with 東京シティ・フィルハーモニック管弦楽団 featuring VIOLET UK』を開催。弦楽器に比重が置かれた16型編成のオーケストラを藤原いくろうとコンスタンチン・D・クリメッツが指揮したこのコンサートには、Violet UKからドーターとニコール・シャージンガーも参加し、ニコールは「I'll Be Your Love」の英語バージョンを歌った。「I'll Be Your Love」は2005年日本国際博覧会「愛・地球博」の公式イメージ・ソングとして、YOSHIKIが抜擢したハワイ出身の歌手・DAHLIAが歌ったものがシングルとして2003年10月29日にリリースされた。ニコールが歌う英語バージョンは、同年9月26日にリリースされた愛知万博の公式アルバム『「愛・地球博」presents GLOBAL HARMONY』に収録された。
2003年2月1日に放送された、NHKのテレビ放送50周年記念番組『あなたとともに50年 今日はテレビの誕生日』のエンディング・テーマとして、チョ・ソンモと島袋寛子が歌う「君だけだから」を作曲し、番組ではピアノで伴奏した。2004年には宝塚歌劇花組公演『TAKARAZUKA舞夢!』で春野寿美礼が歌う「世界の終りの夜に」を作曲。また、エイベックスを介して依頼を受けた韓国のロック・バンド「TRAX」の日本デビュー・シングル「Scorpio」をプロデュースした。
2005年には愛知万博の開会式でEXPOスーパーワールドオーケストラが演奏する「I'll Be Your Love」のクラシック・アレンジバージョンを指揮した。事前にヘルベルト・フォン・カラヤンや、レナード・バーンスタイン、小澤征爾らのビデオを観てトレーニングを積んだ。また、シェリー・バーグや川本統脩から本格的な指導を受けたほか、佐渡裕からもアドバイスを受けて指揮に臨んだ。同年、2作目となるクラシック・アルバム『ETERNAL MELODY II』と、『YOSHIKIシンフォニックコンサート2002 with 東京シティ・フィルハーモニック管弦楽団 featuring VIOLET UK』のライブDVDを、2003年2月に専属契約を結んだコロムビアミュージックエンタテインメントからリリースした。
2006年には、劇場長編アニメーション映画『ベルサイユのばら』の音楽を担当すると発表。同年8月5日にボルチモアで開催されたアニメ・コンベンション『オタコン2006』に特別ゲストとして招かれた。
2007年には、5月25日と26日にロサンゼルスのウィルターン・シアターで『J-Rock Revolution Festival』を主宰。GACKT、SUGIZO、雅-miyavi-とのロック・バンド「S.K.I.N.」の結成と、同年6月にロングビーチで開催される『Anime Expo 2007』において、S.K.I.N.としての初めてのライブを行うと発表した。また、2007年公開のアメリカ映画『カタコンベ』や『ソウ4』の主題歌を制作したほか、2008年公開のアメリカ映画『REPO! レポ』の音楽総監督や製作総指揮を務めた。『ソウ4』の主題歌には、Toshlとの約8年ぶりの再会をきっかけに再結成に向けて動き出していたX JAPANの楽曲「I.V.」が使用され、2007年10月18日にX JAPANは公式ウェブサイトで再結成を発表した。
2008年には、日本テレビ開局55年記念ドラマ『東京大空襲』の主題歌として、秋川雅史が歌う「愛する人よ」を制作したほか、黒澤明生誕100年祭『AK100 Project』の音楽プロデューサーを務めると発表した。2009年には、日本テレビ系情報番組『ズームイン!!SUPER』の天気コーナーに「BLUE SKY HEAVEN」を提供した。

### ソロ活動（2010年-19年）
2010年2月24日に、東京の赤坂BLITZでToshlのコンサート『Toshl LAST CONCERT"武士JAPAN"』をプロデュースし、ゲスト・ミュージシャンとしてピアノで参加した。
2011年5月からアメリカの衛星ラジオ局「シリウスXM」のハード・ロック専門チャンネル「ザ・ボーンヤード」で『YOSHIKIラジオ』と題した音楽番組のホストを務め、自身が影響受けた音楽やアニメなどの日本の大衆文化を紹介した。月1回の1時間番組で、1回目の5月27日のみ東部時間20時からが放送され、2回目となる6月5日から7回目の11月6日までは毎月第1日曜日の東部時間21時から放送された。2010年10月10日に行われたX JAPANのニューヨーク公演を見て関心を持ったラジオ局の関係者が、新番組の依頼をしたことがきっかけとなった。
2012年にはハリウッド外国人映画記者協会からゴールデングローブ賞の公式テーマ・ソングの制作依頼を受け、制作した楽曲「ゴールデングローブのテーマ」が第69回ゴールデングローブ賞の授賞式から使用されている。同楽曲は2013年1月にiTunes Storeを通じて、ソロ名義では初めて全世界111ヶ国に配信された。同年8月27日には『Eternal Melody』と『ETERNAL MELODY II』の収録曲に、「ゴールデングローブのテーマ」とX JAPANのワールド・ツアーのオープニングで使用された新曲「Miracle」を加えたベスト・アルバム『YOSHIKI CLASSICAL』をリリースした。アルバムの発売を記念して、前日の26日にロサンゼルスのグラミー・ミュージアムで『An Evening with Yoshiki』と題されたショーケースを行い、その模様はニコニコ生放送とUstreamで生中継された。

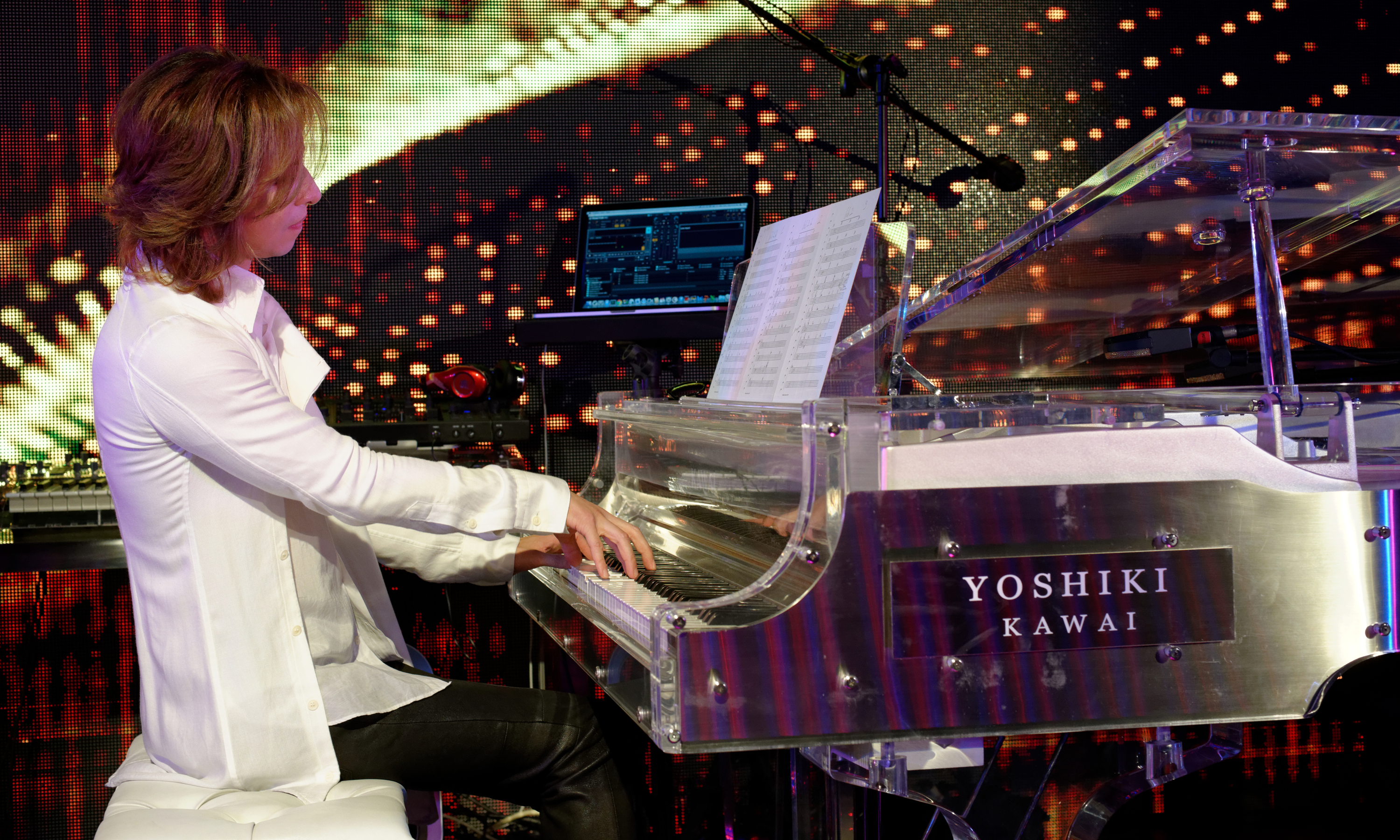
グラミー・ミュージアムでピアノを演奏するYOSHIKI（2014年）

2014年2月19日にグラミー・ミュージアムでソロ公演を兼ねた記者会見を開き、ソロとしては初めてとなるワールド・ツアー『YOSHIKI CLASSICAL WORLD TOUR』を開催すると発表。ツアーでは4月25日のカリフォルニア州コスタメサを皮切りに、アメリカ、メキシコ、ロシア、ドイツ、フランス、イギリス、中国、タイ、台湾、日本を廻り、同年公開のアニメーション映画『聖闘士星矢 Legend of Sanctuary』の主題歌として制作した楽曲「Hero (Yoshiki Classical Version)」も披露した。グラミー・ミュージアムでは会見当日から、アジアのアーティストとしては初めて愛用のピアノやステージ衣装などが展示された。
2014年3月14日には、テキサス州オースティンで開催された音楽コンベンション『SXSW』に出演。イベント終了後に行われたアフター・パーティでは会場にピアノを2台設置して、自身のホログラムとの連弾を披露した。同年7月4日、毎年パリで開催されている日本の大衆文化を紹介するコンベンション『Japan Expo 2007』に参加し、ソロ・コンサートを開催。途中、ゲストにイラストレーターの岩元辰郎を迎え入れ、ピアノ演奏と絵画の即興のコラボレーションを披露した。
同年8月15日、16日にグランドハイアット東京にて自身初となるディナーショー「EVENING WITH YOSHIKI IN TOKYO 2014」を開催。同年10月29日にロサンゼルス現代美術館のザ・ゲフィン・コンテポラリーで行われた、サンリオのキャラクター「ハローキティ」のコンベンション『Hello Kitty Con 2014』に出演。会場の特設ステージで、ハローキティのデザイナーである山口裕子から依頼を受けて制作したハローキティの公式テーマ・ソング「HELLO HELLO」（仮タイトル）を初披露した。

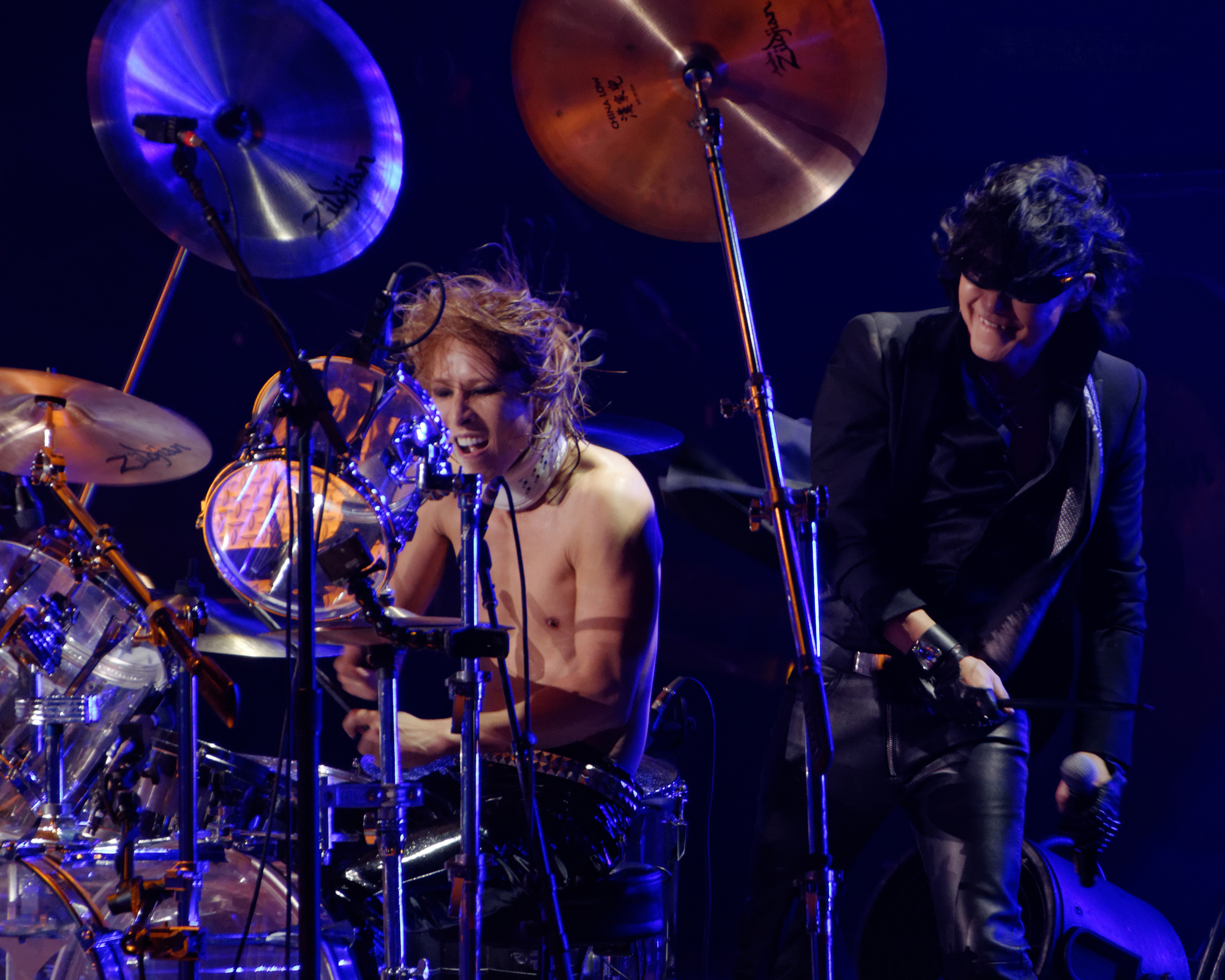
X JAPAN - ニューヨークMSG公演（2014年10月）

2015年3月11日に、バラエティ番組『中居正広のミになる図書館』でのX JAPANに関わる内容が放送された回について、「たまたま見てしまいました。真実と異なる事や、編集等、色々と思う事があり、少し傷つきました」と発言し、さらに「今ファンのみんなをがっかりさせないように世界に向かって命がけで頑張っています」との意思表明を示した。
同年5月30日、31日に開催されたGLAYの東京ドーム公演『20th Anniversary Final GLAY in TOKYO DOME 2015 Miracle Music Hunt Forever』の2日目にスペシャル・ゲストとして登場し、1994年にプロデュースしたGLAYのメジャー・デビュー曲「RAIN」で共演した。
同年8月14日、15日にグランドハイアット東京にて2年目となるディナーショー「EVENING WITH YOSHIKI IN TOKYO JAPAN 2015」を開催。追加公演の「BREAKFAST（LUNCH）WITH YOSHIKI IN TOKYO JAPAN 2015」を合わせ2日間で計3公演を開催。
2016年8月30日、31日にザ・リッツ・カールトン大阪、9月2日、3日にグランドハイアット東京にて3年目となるディナーショー「EVENING WITH YOSHIKI 2016 IN OSAKA & TOKYO JAPAN」を開催。（※BREAKFAST SHOW含む全5公演。）大阪では初開催。
同年10月12日、世界初となったキッス(KISS)のオフィシャル展覧会「KISS EXPO TOKYO 2016 ～地獄の博覧会～」に来場。一般への公開日前日に訪れたYOSHIKIを、ジーン・シモンズ自らがエスコートした。
2017年5月10日、自身のホームページで、頚椎椎間孔狭窄症による首の頸椎の人工椎間板の置換の緊急手術を行うことを公表した。同年5月16日、ロサンゼルスのシーダースサイナイ病院にて緊急手術が行われ、手術は無事に成功した。
同年8月26日、27日の名古屋マリオットアソシアホテルでの公演を皮切りに、29日、30日にザ・リッツ・カールトン大阪、9月1日、2日にグランドハイアット東京にて4年目となるディナーショー「EVENING WITH YOSHIKI 2017 IN NAGOYA & OSAKA & TOKYO JAPAN」を開催。（※BREAKFAST SHOW含む全7公演。）名古屋では初開催となった。
2018年7月から9月にかけて放送されたアニメ深夜!天才バカボンでは、初回である第1話と最終話である第12話に出演。第1話Aパートでの出演時は声は別人（三木眞一郎）が担当したが、第12回Bパートでの再出演時ではYOSHIKI本人が声を担当した。7月9日、テレビアニメ「進撃の巨人」第3期のオープニングテーマ「Red Swan」を「X JAPAN feat. HYDE」が担当と発表されていたが、7月21日、アーティストの意向により担当アーティストを「YOSHIKI feat. HYDE」へとクレジットの変更と発表された。
2018年7月28日、フジロックフェスティバルのスクリレックスのステージにゲスト参加した。クリスタルピアノで「ENDLESS RAIN」を演奏し、スクリレックスの代表曲「Scary Monsters And Nice Sprites」ではドラムで参戦するなど、EDMサウンドにクラシックとロックを融合させたステージを披露した。なお、今回のサプライズコラボは、スクリレックスからのオファーをYOSHIKIが快諾したことにより実現した。
2018年9月8日、アキタ「きよら　グルメ仕立て」の新CMに出演。
2018年12月31日第69回NHK紅白歌合戦に白組で「YOSHIKI feat. HYDE」、紅組で「YOSHIKI feat. サラ・ブライトマン」として出場した。
2019年8月2日、パシフィコ横浜にて行われたRakuten OPTIMISM 2019のビジネスカンファレンスに13:00頃から対談ゲストとして登壇、20年来の友人である楽天創業者の三木谷浩史と5G時代のコンテンツの在り方について対談した。その中で本人は、5G以後に実現されるストリーミング中心の世界に備えて、音楽業界の在り方を変えるような重大発表を行う予定とした。15:00からは同会場にて関係者向けのシークレットライブとしてRakuten YOSHIKI Nightを行った。21:00からはニコニコ動画のYOSHIKI CHANNELで第一弾の重大発表を行う予定だったが、生放送中に関係者との調整が不十分であることが本人に伝えられ、延期となった。イベント出演に合わせて、前日にロサンゼルスから来日していた。
2019年8月3日、パシフィコ横浜にて、YOSHIKIファンクラブ会員と楽天会員向けのRakuten YOSHIKI Nightに出演した。ライブ後の囲み取材ではアルバム関連の発表を近い将来に行うことと、製作中のドキュメンタリー映画が7割程度出来上がっていることなどを公表した。
2019年8月9日、グランドハイアット東京でのディナーショーでカーテンコールへ登場した際、押し寄せてきたファン達に何度か手を強く握られて右手首と左手薬指を捻挫し、激しい痛みが続いた。また、医師からは「手首のじん帯が100%完全に切れている状態」と診断され手術を勧められているがショーを強行した。
2019年9月18日に後述の事情により、今まで非公表だった出身地を公表。
第70回NHK紅白歌合戦に「YOSHIKI feat. KISS　＜YOSHIKISS＞」として出場した。

### ソロ活動（2020年-現在）
2020年1月22日、SixTONESのデビュー曲「Imitation Rain」の作詞・作曲・編曲を手掛ける。ジャニーズ事務所所属グループへの楽曲提供は自身のキャリア初。
2020年5月18日、自身のInstagramにおいて頸椎椎間孔狭窄症の手術から3年が過ぎてもなお左手の感覚が戻っていないことを明かした。
2020年3月、YOSHIKIはボノ、ウィル・アイ・アム、ジェニファー・ハドソンと「#SING4LIFE」の曲でコラボ。2020年8月、YOSHIKIのアレンジによりSt.Vincentのヒット曲「New York」が全世界でリリース。
2020年9月、YOSHIKIがファッション誌「Numero」の表紙を飾る、「Disney マイ・ミュージック・ストーリー - YOSHIKI」ドキュメンタリーが日本のDisney+で配信され、「ライオンキング」や「アナと雪の女王」の名曲をアレンジで披露。
2020年10月、講談社からロスのパラモア・エステートで撮影された写真集[XY]を発売。
2020年12月31日、第71回紅白歌合戦に出演。曲はENDLESS RAIN。
2021年10月、フランスの高級クリスタルメーカー「バカラ」は、2022年のパリ・ファッション・ウィークで、YOSHIKIがデザインした180周年記念バージョンの「アルクール・グラス」を披露した。同月、YOSHIKIはBMWジャパンの40周年記念イベントで「Miracle」をバーチャルピアノで演奏した。
2022年3月、日本テレビと共同でボーイズグループオーディション『YOSHIKI SUPERSTAR PROJECT X』を始動。
同年5月13日にSNSで母が死去したことを報告。同年7月に日本テレビ系列音楽特番「THE MUSIC DAY 2022」にてサラ・ブライトマンと「Miracle」､ SixTONESと「Imitation Rain」を披露。なお､ SixTONESとはこれが初のテレビ共演及び初のコラボパフォーマンスとなった。
2022年11月11日に緊急記者会見を行い､ "日本から世界に挑戦する最後のチャンス" という名目でHYDE・SUGIZO・MIYAVIの3人と「THE LAST ROCKSTARS」の結成を発表。
2023年2月28日､『YOSHIKI SUPERSTAR PROJECT X』でYOSHIKIら審査員に選抜されたオーディション合格者13名が朝の情報番組「スッキリ」の火曜日コーナー「WEニュース」にYOSHIKIと生出演。デビューメンバーが13人であることとグループ名が「XY（エックスワイ）」に決定したことを正式に発表、その4日後の3月4日に東京・代々木第一体育館で行われたファッションイベント「第36回 マイナビ 東京ガールズコレクション2023 SPRING/SUMMER」でデビューを果たす。同年6月30日にYOSHIKI自ら作詞・作曲・編曲を手掛けたデビュー曲「Crazy Love」がリリースされ､ 7月1日に放送された音楽特番「THE MUSIC DAY 2023」にてXYと共に「Crazy Love」を生パフォーマンス。また､ この特番ではXYとのコラボ以外にも亡き母に捧げたソロ新曲「Requiem」と8年ぶりにリリースされたX JAPANのニューシングル「Angel」もこの日限りのスペシャルバージョンで披露された。
2023年4月21日に開催されたSixTONESの東京ドーム公演『慣性の法則 in DOME』にスペシャルゲストとして登場。前年の音楽特番以来､ 2度目となる「Imitation Rain」のコラボパフォーマンスを披露した。きっかけは2022年5月放送の『SixTONESのオールナイトニッポンサタデースペシャル』に出演した際、SixTONESがドーム公演をする時はゲスト出演するというメンバーとの約束を守り、この日のために日本に帰国して東京ドームへ駆け付けたとのこと。
新型コロナウイルスの世界的流行の間にYOSHIKIが世界各国のミュージシャンとコラボレーションをした映像が2023年9月5日に音楽ドキュメンタリー映画『YOSHIKI: UNDER THE SKY』として公開された。この作品によりYOSHIKIは初めて映画監督を務めた。
2023年9月、ハリウッドの「TCLチャイニーズシアター」に、日本人として初めて手形・足形（靴形）を刻んだ。音楽、ファッション、映画、慈善活動に貢献した「日本の歴史における最も影響力のあるミュージシャンおよび作曲家」として称えられた。
2024年4月26日に「過労に伴う全身倦怠感と睡眠障害」により都内の病院に入院。入院後に初めて公の場に姿を見せた同年5月17日の会見によると、睡眠障害は自力で睡眠できないほどの状態だというが、完全休養すると却ってストレスになるため芸能活動は適度な休養を取りつつ継続する意向を示している。
2024年12月31日に発生したロサンゼルスの山火事で、自宅が山火事の延焼に伴う火災に見舞われかねないとして避難した。
2025年6月20日、日本テレビ系列のオーディション番組『歌唱王』の特別審査員をYOSHIKIが務め、4人が出演したことがきっかけで結成。作詞・作曲・編曲・プロデュースを手掛けた美麗-Bi-ray-のデビュー曲『Butterfly』がリリースされた。

## 音楽性

### 作詞
「作詞には作曲と同じ、もしくはそれ以上の時間を僕は割いている」とし、自身の歌詞については「『とても抽象的な表現をしているようで、実は核心に突き刺さっている詞』『結論・到達点のない詞』が好きでその表現ができる様にする」「死について語っている詞が多いと思う」と語っている。
一方で歌詞の悲観性や自虐性については、「ポジティヴなエネルギーってネガテヴィティによって引き立つと思うんですよ」「悲しみなり毒をずっと表現したときにポッと美を出すと、それがすごいポジティヴに感じる」と、肯定的なエネルギーを引き立たせるための逆説的なアプローチであると説明している。最初に作詞をしたのは高校時代で、Xの「I'LL KILL YOU」であった。作風によって作詞のクレジットで「五十嵐美由姫」「橘朋実」「白鳥瞳」「白鳥龍」などのペンネームを使うこともある。
表現方法の面では澁澤龍彦、村上龍、コリン・ウィルソンの方法論に影響を受けた。特にコリンの精神病理学をテーマにした「現代殺人百科」には「本作の様に感情を表現する上で、自分のテーマ・喜怒哀楽・人間の感情に触れる様なメロディを作りたい」と語っている。

### 作曲
X結成の時から既存の楽曲のコピーから、段々とオリジナルの楽曲を描く様になっていく。
最初はギタリストがリフを作ってきても、YOSHIKIがギターを弾けなかった為に代わりにピアノでギターのパートを作っていた。しかし「難しいコードがあるからわからない」「そういうのは普通はやらない」と指摘されてから、「自分がギターのリフを作ればいいんだ」と思い、ギターの練習をする。それ以降、ピアノとギターの両方で曲作りをする様になる。
1曲が300小節あるとして、その内のサビの16小節を考えて、その時は「素晴らしい曲ができた」と思ってもすぐに「違う曲を作ってしまった」とその都度思う。それを回避するために全体を見回すようにやっても、いつも1,2小節に嵌り込んで行く。所属レーベルから「一刻も早く何とかして欲しい」と製作費・スケジュール等を指摘されても、客観的に見られない。そもそも「どの様に作ったらファンが喜び、数字を稼げるか」より、「どんなメロディだったら自分とメンバーが喜び、惹かれるか」ありきで作曲している。プロモーションの段階では、どんなに筋の通っていない矛盾したコンセプトでも「このアルバムの中の曲はこのテーマで行く」と周囲を言い負かせるようにできる準備をする姿勢で行っている。
クラシック、ロック、ポップなどのジャンルに関わらず、作曲をするときは楽器を使わずにベース・ストリングス・ドラム・ピアノ・ギターを別々にした全てのパートを直接譜面に書いている。1991年の小室哲哉とV2での活動以降は「"電気の音"も鳴るようになった」と語っている。
基本は待つ姿勢で臨み、玄関も開けずカーテンも閉じて外の天気もわからない部屋に閉じこもりながら、机の上に譜面を置いて、ペンを持ちながら呆ける。その理由として「頭の中のイメージを音にする時は音が邪魔なときがある。自分を極限まで追い込むことで、『自分が作っている』という気持ちの状態から生まれてくる自分の音が好き」「譜面だけで書くと制約がないんです。ピアノで作ると、指グセがあったりと制約ができてきちゃう。それはギターも一緒ですけど、譜面だとそれが無いんです。だから逆に譜面の方が自由にできる」と語っている。大学受験の際にソルフェージュをやっていたため、絶対音感を持っており、ペンと譜面さえあれば作曲ができるため移動中に飛行機の機内で作曲することもある。
譜面を感覚優先で書いた後、YOSHIKI本人でも「叩くのは不可能なのではないか」と思うような難しいフレーズを書いてしまう。その為、「後から自分で苦労してやっと叩ける」様に直していく。その後「このパートはどこから入るか」「ボーカルが入る2小節前にパンチ・インして」等YOSHIKIの意向をわかりやすくエンジニアに伝えるために、YOSHIKI自ら打ち込みでデモテープを制作する。バンドメンバー達が譜面が読めずに弾けないことが多いため、対策としてピアノ・ギターで目の前で弾いて説明する。ソロ活動の時にも「運指と違う」と指摘されて、運指を0から覚え直す場合もある。
作り上げても、「この曲聴かせるのは恥ずかしい」と10曲作ったら、8曲は没にしてしまう。
インディーズ時代にライブ・ハウスで曲と曲の合間に冗談のつもりでピアノでクラシックを弾いたところ、その意外性が思いのほか受け、それをきっかけにピアノとギターやドラムなどを絡めようと意図的に作曲するようになった。X JAPANの楽曲にピアノを取り入れたのは1作目のアルバム『Vanishing Vision』の収録曲「ALIVE」が最初で、ベートーヴェンの「月光ソナタ」のフレーズが使われている。ハードなサウンドの中にピアノを取り入れる手法はX JAPANの楽曲の特徴の1つになっている。
1992年からジャズ・ピアノとオーケストレーションを学びを始め、ディック・マークスやシェリー・バーグに師事。ストリングスへの理解を深めるためにヴァイオリンにも挑戦した。ジョージ・マーティンとのジョイント・プロジェクトとして1993年に発表したアルバム『Eternal Melody』の制作では、オーケストレーションについて詳密に理解していなかったために自分の意見が説明できず悔しい思いをしたが、「真のレジェンドからオーケストレーションについて多くのことを学んだ」とし、ジョージ・マーティンとの仕事が大きな影響になったと語っている。キッスの1994年のトリビュート・アルバム『トリビュート -KISS MY ASS-』に収録された「ブラック・ダイヤモンド」のピアノ協奏曲アレンジでは、初めて1人でオーケストレーションを全て手がけた。「オーケストラと仕事をするようになって以降は、X JAPANなどのロック・バンドにおいても「小規模なオーケストラ」という視点で作曲するようになった」と語っている。
理想は「いいサビが出来上がり、それに肉付けされて、前後が出来上がる」「速い曲はリフから出来上がる」「歌詞が先に出来上がり、そこからイメージで出来上がっていく」としている。
生成AI利用の音楽に警鐘を鳴らしている。AIに指示するだけで曲を作れる状況は「行き過ぎだ」と問題視し、指示した人がそれを独自の作品と主張することに疑問を呈している。AIにより「ヒット曲を作りたいというインセンティブが弱まる」「法整備が進んでいない」と述べ、良質な作品を生み出せる環境作りが必要だと訴えた。

### 編曲
必ずしも自分の頭の中の完成形に拘らずに、他のメンバーのイメージやアイディアを尊重し、ドラムパートだけでも7,8パターン制作した後にどれが良いかを聞く。音色もフレーズやタイミングと同列に重視しているが、言葉で伝えるのは難しいため、絵を描いて指定する場合もある。ただ、事前に「誰が弾くのか?」「あの人のあの曲のイメージは?」と楽器を担当するメンバーの本質を考慮することは全く無く、メロディを制作した後に「寧ろ自分が担当できたら着きたい」と思うものを選定する。それ故にメロディが先にできることもあれば、アレンジされた音色が出てくることもあり、いざ完成すると「全編ストリングスのみで構成されていた」「X JAPANでやることすら意識していなかった」出来上がりになっていたケースが多い。
元来、別々の楽曲に向けて作ったメロディを結合させることもある。楽曲によっては通して録って、ダメだった部分をパンチ・インし直したりすることもある。少なくとも1テイクでOKだったのは「滅多になく、あっても1割」とのこと。
「ドラムの録音が始まる時が、アレンジが完成している時」としているが、「もっとこうしたかったのに…」と思ったら0からやり直す。ミキシングの時に編集してしまう時もある。

### 録音
ドラムの音に対しては、「ミキシングの段階で幾らでも音色を変えられるけど、生音は生ものだから、良い音でないと自由が利かない。特にスネアとキックは慎重に選んでいる」とこだわりをみせている。

### 影響

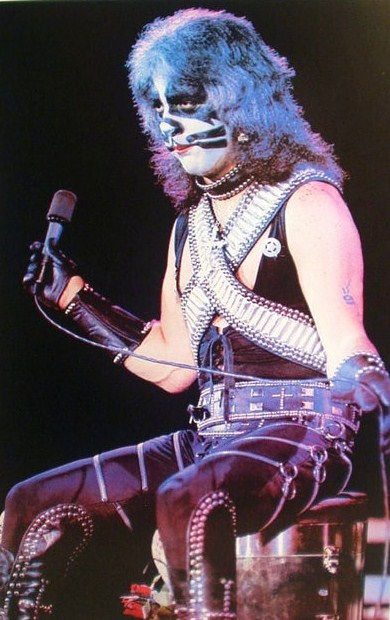
ドラマーを志すきっかけになったキッスのピーター・クリス。

産経新聞のインタビューで、最も影響を受けたアルバムを聞かれ、キッスの『地獄の狂獣 キッス・ライヴ』、レッド・ツェッペリンの『レッド・ツェッペリン IV』、アイアン・メイデンの『キラーズ』の3作を挙げた。アイアン・メイデンに関しては初期の作品のパンク性に影響を受け、その後パンク・ロックに「もともと聴いていた音楽に戻れないぐらい」のめり込んでいくきっかけになった。1984年に上京してXのバンドのメンバーを探していた時期は、エクスプロイテッドやカオスUK、ディスチャージ、G.I.S.M.、GAUZEなどイギリスや日本のパンク・バンドに傾倒していた。影響を受けたドラマーにはキッスのピーター・クリスを挙げ、11歳の時にキッスの日本武道館公演でクリスを見てドラマーを志したと語っている。そのほか、好きなドラマーとして村上秀一、青山純、PILL、湊雅史、樋口宗孝、ジョン・ボーナム、コージー・パウエル、ラーズ・ウルリッヒ、ニール・パート、サイモン・フィリップス、ジェイ・ワインバーグ、ザ・レヴ、ポール・クック、ニコ・マクブレインを挙げている。
初めて購入したレコードであるシューベルトの交響曲第8番ロ短調「未完成」とベートーヴェンの交響曲第5番ハ短調「運命」が収録されたアルバムには、ロック・グループと同じぐらいの影響を受けたという。自身の半生を描いたという楽曲「ART OF LIFE」では、そのシューベルトの「未完成」のフレーズが使われている。
影響を受けた作曲家にはバッハを挙げ、あえて影響を匂わせた作品を入れたり対旋律などの手法を引用していると語っている。X JAPANの1989年のアルバム『BLUE BLOOD』に収録されている「ROSE OF PAIN」では、バッハの「小フーガ」のフレーズが随所で使われている。1997年のインタビューではシェーンベルクなどの近現代の作曲家に最近は影響を受けていると語っており、自身の人生に大きな影審を与えた曲を中心に選曲したクラシック音楽のコンピレーション・アルバム『Yoshiki Selection II』（1996年）には、シェーンベルグの弟子にあたるベルクの『抒情組曲』も収録された。最も好きなクラシックの作曲家としては、チャイコフスキーとモーツァルト、交響曲ではベートーヴェンとシューベルト、ピアノ協奏曲ではラフマニノフ、ピアノ独奏曲ではショパンを挙げている。好きなピアニストとしてジョージ・ウィンストン、キース・ジャレット、ホロヴィッツ、三柴理を挙げている。キース・ジャレットに関しては1975年のライブ・アルバム『ザ・ケルン・コンサート』に影響を受け、ジャズの理論やインプロビゼーションを学び始めるきっかけになった。
ダンス・ミュージックにおいて最も影響を受けたのはトリップ・ホップで、Violet UKにおいてダンス・ミュージックの要素が強まるきっかけとなったと語っている。特に影響を受けたトリップ・ホップのアーティストにマッシヴ・アタック、トリッキー、ポーティスヘッドを挙げている。

## 使用楽器

### ピアノ
1990年までのステージではスペースの都合でアコースティック・ピアノが使えなかったため、ローランドのエレクトリック・ピアノ「RD-1000」を使用していた。ピアノ以外にもチェンバロなどに音色を変えて演奏する事も多かった。
1991年以降のステージでは、外装部分が透明アクリル樹脂で出来ているカワイのクリスタル・ピアノ「CR-40A」を主に使用している。東京の自宅では特注したMIDI仕様のCR-40Aを置いている。2011年のX JAPANのヨーロッパ・ツアーと中南米ツアーではCR-30を使用した。1993年にはカワイのフルコンサート・ピアノ「GS-100」をベースにしたシグネーチャー・モデルが製作された。幼少から自宅のカワイのピアノで練習をしていたことからカワイのタッチに慣れており、レコード会社とエンシノの自宅にもそれぞれカワイのピアノを置いている。1997年のテレビ出演時にはカワイのシンセサイザー「K5000W」を使用した。
尚、クリスタルピアノの1台は東日本大震災の寄付としてオークションにかけられた。さらに1台が能登半島地震の寄付としてオークションにかけられた。
レコーディング・スタジオには、カワイ・RX、ヤマハのフルコンサート・ピアノとMIDIピアノ、スタインウェイのフルコンサート・ピアノが置かれている。スタインウェイのフルコンサート・ピアノはカーネギー・ホールで使われていたものを買い取ったもので、著名なアーティストのオートグラフが数多く入っている。MIDIマスター・キーボードには、コルグ・T1やドイプファー・LMK4+などを使用している。長い時間手首に負担がかかる角度でスタジオのキーボードを弾いて以来、慢性的な腱鞘炎を患っており、8時間を超えるピアノの練習にはドクターストップがかかる。

### ドラムセット

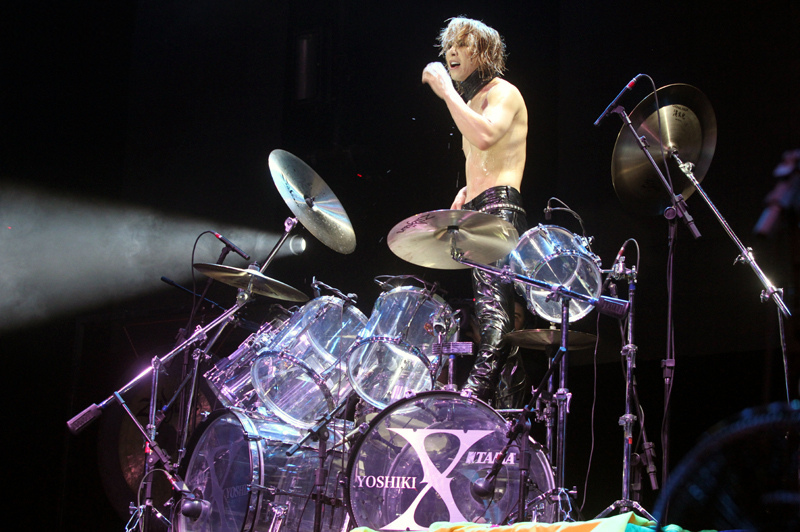
TAMAの "クリスタル・ドラム" とYOSHIKI（2011年、サンパウロ）。

TAMAの2バス (24"x16", 24"x16")、スネア (6.5"x14")、2フロア (16"x16", 16"x18")、4タムタム (10"x10", 12"x12", 13"x13", 14"x14") を基本構成に、パワー感を重視するレコーディング用と、ビジュアル・インパクトを重視するステージ用とを使い分けている。X JAPANの1991年のアルバム『Jealousy』のレコーディングからは、TAMAのチタン・シェルのカスタム・セットをラック・システムで使用。チタン特有のドライな音を補うため、比較的薄いドラムヘッドに付け替えている。X JAPANの1996年のアルバム『DAHLIA』では、オン・マイクで拾ったスネア・ドラムとバス・ドラムの音をライブ・ルームにセットした大型のPAスピーカーからルーム全体に流し、部屋鳴りも同時にルーム・マイクで録るシステムを採用した。この手法によって、オン・マイクのアタック感と、通常のドラム・レコーディングでは得られない奥行きのある部屋鳴りをミックスしている。
インディーズ時代のステージでは、パールのドラム・セットにロートタムをセットしていた。TAMAとの契約したメジャー・デビュー以降のステージでは、通称 "クリスタル・ドラム" と呼ばれているTAMA・アートスターII（クリア・アクリル）をメイン・キットとして使用している。「照明によって何色にでも光る」という理由でTAMAに特注したもので、1990年（ロックスターと同様の仕様）と1996年（アートスターESシリーズ）に台数限定で市販もされた。しかし、シェルがアクリル樹脂素材のため、「強く叩かないと鳴らない」という弱点がある。ライブ序盤で使用され、ドラム破壊パフォーマンスにも使用されるサブ・キットには、バーチ・シェルのTAMA・グランスター・カスタムや、メイプル・シェルのTAMA・アートスター・カスタムなどを使用。初期はレッド、以降はロック・クロームのカラーリングが施されている。ドラムヘッドはエヴァンス。フット・ペダルにはヤマハのベルト・タイプ「FP-910」を使用。シンバル系は初期はパールのWILDシリーズを使用していたが、後にジルジャンに統一された。ハイハット・スタンドはTAMAのIRON COBRA HH805。

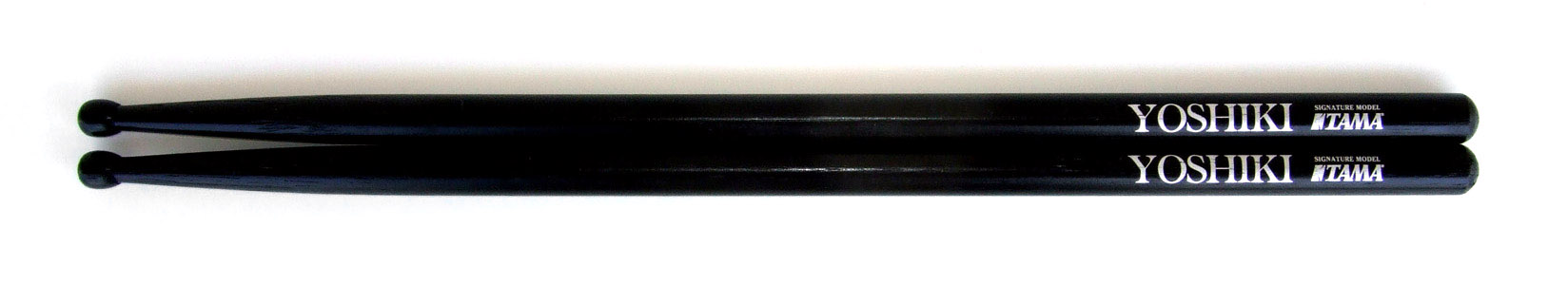
シグネチャー・モデルのドラム・スティック「TAMA・H-YKB」。

ドラムスティックはTAMAから市販もされている自身のシグネチャー・モデル「H-YKB」を使用している。ヒッコリー材でチップはボールタイプ。全長：398 mm、径：14.25 mm。ショルダー部分が比較的太く、先端にウエイトが置かれている。TAMAからは汗による滑りを防止する特殊塗装マティロを採用したドラム・スティック「H-YKM」と、シグネチャー・モデルのティック・ケース「TB-YK」も販売されている。X JAPANのシングル「JADE」のミュージック・ビデオでは、パールの110Hや、110HBを使用している。
デビュー当時の激しいヘッドバンギングなどをしながらドラムを叩く演奏スタイルで首や頚椎を痛め、頚椎椎間板ヘルニアや神経循環無力症（心臓神経症）などを発症している。こうした身体の故障でこれまでに何度もライブの中止や延期を引き起こし、X JAPANの全国ツアー『DAHLIA TOUR 1995-1996』で倒れた際には、「次に痛みが出たら車椅子生活になる」と医師から宣告された。再発防止のために筋肉で骨を補強するようスポーツ専門家から勧められ自宅にジムを作って筋肉トレーニングに励むようになり、回復後に行われたライブ『DAHLIA TOUR FINAL 1996』以降は首に頚椎固定用のコルセットを着用してドラムを叩くようになった。X JAPANの2009年のワールド・ツアーでヘルニアを悪化させ椎間孔切除の手術を受けたが、ほかの頚椎間や腰にも損傷が判明したため3年以内に再手術が必要であると医師から宣告された。

### ギター
1992年10月にエクスタシーサミット等イベントライブ用にフェルナンデスによって製作され、B.C.リッチのBICHタイプのマホガニー材ブラック塗装ボディーにはバラのイラストがプリントされており、ボルトオンネックで12フレットにはYOSHIKIロゴのブロック・インレイが埋め込まれ、ピックアップはフェルナンデスのTHD-1がフロントとリアに付けられている。ブリッジはオリジナルのBICH同様のオクターブ調整が可能なバダス・タイプで、同年12月に「Burny BG-125X」として市販もされた。
Violet UKではレコーディングのほか、ステージでもギターを弾くことがあり、2000年8月には、Violet UK用にフェルナンデスによるBICHタイプのシルバーカラーのセカンドモデルが製作された。ボディはアルダー、ネックはメイプルにローズ指板。ピックアップ箇所にはフロントにサスティナー・ドライバー、リアにフェルナンデスのVH-401がマウントされた。ブリッジはロック式トレモロのアーム付き。市販バージョンは無し。
2002年のインタビューではレコーディングで使用しているアイバニーズのブラックのピックガード付きディンキータイプ7弦ギターについて「それなしではViolet UKのレコーディングはできなかったというぐらい大活躍している」と語っている。

## 慈善活動

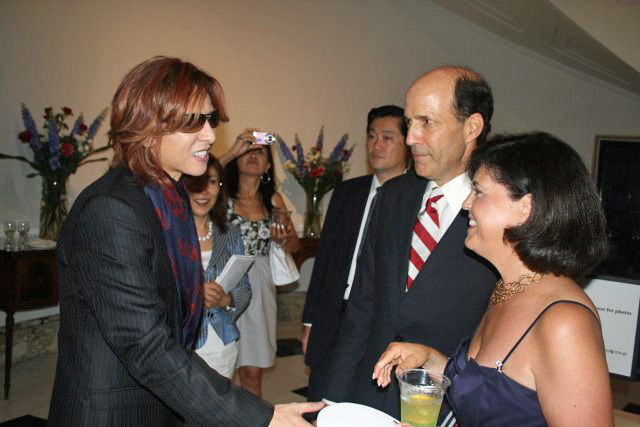
YOSHIKI（左端）とジョン・ルース（右から2人目）。2010年独立記念日パーティーにて。

幼くして父を亡くした経験から、とりわけ遺児救済に関わる活動に積極的である。2009年1月16日のX JAPANの香港公演『X JAPAN WORLD TOUR LIVE IN HONG KONG』では200人の孤児をコンサートに招待し、地元の非営利団体「仁愛堂」にコンサート収益の一部を寄付。2009年3月29日から3日間、中国政府の要請により四川大地震の被災地と孤児院を慰問し、仮設校舎の敷地内に音楽室を建て、ピアノやオルガン、木琴などさまざまな楽器も寄贈した。1995年には阪神・淡路大震災の被災地の小中学校にピアノを10台寄贈している。
2010年7月1日、基金「Yoshiki Foundation America」を設立。遺児の保護や難病を抱えた子供の救済などを目的とし、より継続的な支援を目標に掲げた。この基金の設立にあたり、グラミー・ファンデーション、聖ヴィンセント・ミールズ・オン・ホイールズ、メイク・ア・ウィッシュ・オブ・アメリカに、それぞれに寄付した。ナショナル・アカデミー・オブ・レコーディング・アーツ・アンド・サイエンスが運営するグラミー・ファンデーションとは共同で、楽器の購入支援、音楽レッスンの提供、音楽関連のイベントへの参加支援など、音楽を通じた支援活動を予定している。Yoshiki Foundation Americaはカリフォルニア州のNPO（非営利公益法人）として、内国歳入法501条(c)3項の認可を受けている。
2011年3月11日に発生した東日本大震災の被災者のためにYahoo! JAPANのチャリティ・オークションにX JAPANのコンサートで使用したカワイのクリスタル・ピアノ「CR-40A」や愛用品を出品し、落札金額を日本赤十字社に全額寄付した。ピアノは同年4月28日に ¥11,001,000 で落札された。また、交流のあるハリウッドの著名人にも被災地の義援金協力を呼びかけ、マリリン・マンソン、アンソニー・キーディス、スタン・リー、ロバート・パティンソン、ジェームズ・フランコ、リース・ウィザースプーンなどが寄付を申し出た。
2012年9月7日にアメリカ最大のボランティア支援団体「ポインツ・オブ・ライト財団」が開催したイベントに、在アメリカ合衆国特命全権大使の藤崎一郎に招待され出席。慈善団体への募金を目的に開催されたチャリティ・オークションにプライベートでディナーをともにできる「プライベート・ディナー権」を出品し、その落札金を寄付すると発表した。オークションは2週間後の9月21日に終了し、$37,100 (US) で落札された。同年10月26日には、一般財団法人メイク・ア・ウィッシュ オブ ジャパンの20周年を記念したYahoo! JAPANのチャリティ・オークションに、Yoshiki Foundation Americaを通じて「YOSHIKIのピアノでX JAPANの曲を歌う権利」を出品し、その落札額を寄付すると発表した。¥3,005,000 で落札され、2014年4月にロサンゼルスで実施された。
2013年1月にリリースしたゴールデングローブ賞の公式テーマ・ソング「ゴールデングローブのテーマ」の収益の全額を、同賞の主催者であるハリウッド外国人映画記者協会を通じて慈善団体などに寄付すると発表した。
2014年11月20日に、Yoshiki Foundation Americaとグラミー・ファンデーション・ミュージケアーズを通じて「プライベート・ディナー権」をオークション・サイト「Charitybuzz」に出品し、その落札額をミュージケアーズに寄付すると発表した。オークションは12月10日に終了し、上位2人が落札した。合計落札額は $62,000 (US) であった。
2016年に発生した熊本地震の被災者支援の義援金として、Yoshiki Foundation Americaを通じて、日本赤十字社の『平成28年熊本地震災害義援金』に1000万円を寄付した。また、1994年にアメリカで起きたロサンゼルス地震を経験し、当時被災地の治安悪化が問題視されていたことを振り返りながら、「東北大震災の時も同様、今回も被災地で秩序を守り、冷静な行動をとる被災地の皆様の姿にとても感動します。世界からも賞賛されるこういった日本人の心も今後世界に伝えたい」と述べている。
2017年8月に発生したハリケーン・ハービーにより甚大な被害がもたらされたアメリカ・テキサス州への支援として、Yoshiki Foundation Americaを通じて、アメリカ赤十字社に25,000ドル（2017年　年間平均為替レート（1ドル=113円）換算で、約2,825,000円）を寄付した。YOSHIKIはハリケーン被害者に向けて、「アメリカに住む僕にとっては、とても他人事とは思えない出来事でした。テキサス州で今苦しい状況と闘っている多くの方々へ、ほんの少しでも力になることができるならと思います」とメッセージを送っている。
2018年には、Yoshiki Foundation Americaを通じて、平成30年7月豪雨被災地支援のため、7月11日までに日本赤十字社に1000万円の寄付を行ったことを公表、「日本では（寄付を公表することに）賛否両論があるかもしれませんが、欧米では（著名人が）率先して声を上げる動きがある。自分の活動によって、寄付の輪が広がっていくのならいいことだと思う」「それによって、いろいろな方々が助かるのであれば、それでいい。これからも堂々と寄付をしていきたいと思う」と約束した。
2018年8月26日、24時間テレビに初出演し、11歳の盲目の少年と共に日本武道館のステージで『紅』と『ENDLESS RAIN』を披露した。YOSHIKIは番組の趣旨に賛同しノーギャラで出演しており、当日のステージでも寄付金500万円の目録を手渡した。番組出演後にYOSHIKIは、「勇気を与えられたらと思って今日ここに来ましたが、気付けば僕の方が勇気と希望をもらいました」と、少年との共演で感じた想いを語った。
2018年9月6日に発生した北海道胆振東部地震においては、9月12日にYoshiki Foundation Americaを通じて、日本赤十字社の『平成30年北海道胆振東部地震災害義援金窓口』に1000万円の寄付をした。9月4日に非常に強い勢力で日本に上陸した台風21号、そして北海道胆振東部地震についてYOSHIKIは自身のSNSで動画と共に、「今回の台風及び地震の事を先ほどアメリカのNEWSで知りました。皆様のご無事、 そして一刻も早い復興を祈っています」 とのメッセージを寄せた。
2019年8月1日、京都アニメーションの放火殺人事件を受け、同社が開設した支援金の預かり専用口座へ1000万の寄付を行った。
2019年9月9日未明に房総半島に接近した令和元年房総半島台風(台風15号)の影響で千葉県に甚大な被害が発生していることを受けて、9月18日に自身のTwitterで非公開としていた出身地を館山市であると明らかにした上で、Yoshiki Foundation Americaを通じて、日本赤十字社に1000万円を寄付したと発表した。また、当時YOSHIKIが密着取材を受けていた『プロフェッショナル 仕事の流儀』のスタッフと共に鋸南町に向かいボランティア活動を行った。
2019年12月、米経済誌アジア版『Forbes Asia』によりアジア太平洋地域の偉大な篤志家として「Heroes Of Philanthropy」（フィランソロピーの英雄たち）の30人に選出。

2020年7月、設立から10年のYoshiki Foundation Americaは拠出した支援金が200万USドルに達した（ドルも円も合算した総額）。YOSHIKIは寄付をしたことをその都度公表している。その理由は、そのほうが「支援の輪が広がるから」だ。彼に賛同している人物として浜崎あゆみが知られている。Yoshiki Foundation Americaはこの頃に起きた新型コロナウイルス感染拡大の非常事態で2020年3月に「Meals on Wheels」に合計2万4千USドル、「COVID-19救済基金」に10万ドル、4月に国立国際医療研究センターに1000万円を寄付し、2021年3月に「MusiCares」へ10万ドルの寄付などをした。
「神は耐えられない試練を人には与えない」 僕はその言葉をいつも信じて生きてきました。
彼は『新約聖書』収録の書簡『コリントの信徒への手紙一』第10章第13節とみられるこのフレーズ等を緊急事態下のメッセージとして発信した。
彼が初めて監督をした映画『YOSHIKI: UNDER THE SKY』も新型コロナウイルス下の支援活動の一環である。彼が慈善活動により誰かを救うことは、自分への救いでもあると映画のインタビューで語っている。過去には物欲で沢山の自動車を欲求したものだったが、それは心を満たすことではないのだという。
2021年2月27日、公益のために多額の私財を寄附したことにより紺綬褒章が授与され、同年3月9日付の官報で公示された。
2022年3月までに楽天の「ウクライナ人道危機　緊急支援募金」に1000万円を寄付した。またYoshiki Foundation Americaから国際移住機関（IOM）へ11月に1000万円、12月に1000万円、2023年8月に1000万円をウクライナと周辺国の避難者のために寄付した。映画『YOSHIKI: UNDER THE SKY』ではスコーピオンズとコラボレーションをしてウクライナ侵攻への反戦メッセージソングを演奏している。
2024年1月1日に発生した能登半島地震の被災地支援にYoshiki Foundation Americaから1000万円を日本赤十字社に寄付。さらに私財の愛用クリスタルピアノをチャリティオークションに出品して売り上げ全額を寄付に充てることを決定した。最終的に4000万円が投じられ落札となった。

## 事業活動

### 姿勢
エクスタシーレコードではメンバー全員で通販の荷造りをしていたから、一時期梱包・電話対応中心の日々もあった。Xがソニーからメジャーデビューしたのも、自主制作が面倒くさくなったのが第一の理由で、その際エクスタシーで務めるスタッフを相応に採用した。ただ、その後もソニーのマネージャーから宣伝費の額を言い渡されても、YOSHIKIは「『Vanishing Vision』の時にそれ位は使っている」等と宣伝費には何かと口を出した。
レコード会社の経営者としては、「今まで自分がアーティストとして経験してきた失敗や悔しさを自分が抱えているバンドやアーティストにはさせたくない」「アーティスト主体の方法論ですけど、実力・イメージなどすべてを含めた上でプライドの持てるレーベルを続けたい」と語っている。
収入は殆どをプロモーション費に回しているので、利益率は低い。時によっては他のメーカーの10倍以上をアーティストの宣伝費に計上する。
ソニーと最初に契約した時に「自動的にソニーグループの音楽出版社と契約することになる」と言われ、自分の弁護士に相談すると「著作者には音楽出版社を選ぶ権利がある」と言われて、著作権の法律を勉強してみた結果、メーカーからは反対されながらも「自分で音楽出版社を作ってもいいんじゃないか」と考えるようになった。
YOSHIKIが作詞・作曲に関わった場合は、印税の分配を単純計算でも100%中75%を取っている。X JAPANの楽曲の印税は50%は全員で分け、残りは作曲者が取る方式にしていた。原盤権は全員が共通で持てるようにしていた。
Xが世界進出する際、ロサンゼルスの同名バンド「X」が存在したため、X JAPANに改名した過去から、それ以降のYOSHIKIの関わるユニット名を全世界に商標登録するようになる。Violet UKも「Violet」では国によっては許可が下りなかったため、「Violet Underground Kingdom」「Violet」の商標を2年以上かけてYOSHIKI自ら交渉する事で、商標登録を勝ち取った。

### 音楽レーベルと録音スタジオ
1986年、Xのレコードをリリースするためにインディーズのレコード会社「エクスタシーレコード」を20歳で設立した。エクスタシーレコードは後にLUNA SEAやGLAY、ZI:KILLを輩出する一大インディーズ・レーベルとなる。また、知り合いのプロダクション代表が、エクスタシーレコードの音源の無断使用で莫大な利益を得ていた一件から、楽曲の権利を守るために1988年に音楽出版社「エクスタシー音楽出版」を設立し、日本音楽著作権協会 (JASRAC) に登録した。1992年には、自身のマネージメントや楽曲の版権を管理する「ジャパンミュージックエージェンシー」を設立している。1994年にポリグラム・グループとプロデューサー契約を結び、メジャー・レーベルの「プラチナム・レコード」を設立した。1998年2月にロサンゼルスを拠点とするレーベル「エクスタシー・レコード・インターナショナル」と、1999年8月に日本を拠点とするレーベル「エクスタシー・ジャパン」を設立した。エクスタシー・レコード・インターナショナルはワーナー・ブラザース・レコード、エクスタシー・ジャパンはイーストウエスト・ジャパン（いずれもワーナー・ミュージック・グループ）と流通契約を結び、エクスタシー・ジャパンにはメディアファクトリーが資本参加した。2008年にExtasy A Musicを、X JAPANのシングル「I.V.」の全世界同時発売時に設立した。
1993年に、ノース・ハリウッド・ランカーシム・ブールバードNoHoアート地区のコンプレックス型スタジオ「ワン・オン・ワン・レコーディング」を買い取り、スタジオAを外貸しとし、スタジオBを自身のプリプロ・ルームとして使用していた。2000年にエクスタシー・レコーディング・スタジオに改称。2003年からはレンタルを一切やめ、完全なプライベート・スタジオとして使用していたが、2012年に17ハーツLLC社に売却。新たに同市カフエンガのカフエンガ・パス・スタジオを買い取り、2012年から自身のプライベート・スタジオとしてソロ・プロジェクトやX JAPAN、Violet UKなどのレコーディングに使用している。売却したノース・ハリウッドのスタジオは、現在17ハーツ・スタジオという名のレンタル・スタジオになっている。1998年には、ビバリー・ブールバードのブルックリン・レコーディング・スタジオを買い取り、エクスタシー・レコーディング・スタジオ・サウスに改称して使用していたが、アメリカのバンドのプロデュース活動から手を引いた2003年に手放している。2001年には、エクスタシー・ジャパンやエクスタシーレコードの原盤制作の拠点となるスタジオとしてエクスタシー・レコーディング・スタジオズ・ジャパンを渋谷区広尾の恵比寿プライムスクエアタワー11階に設立したが、2003年のエクスタシー・ジャパンの活動終了に伴い閉鎖された。

### コラボレーション商品

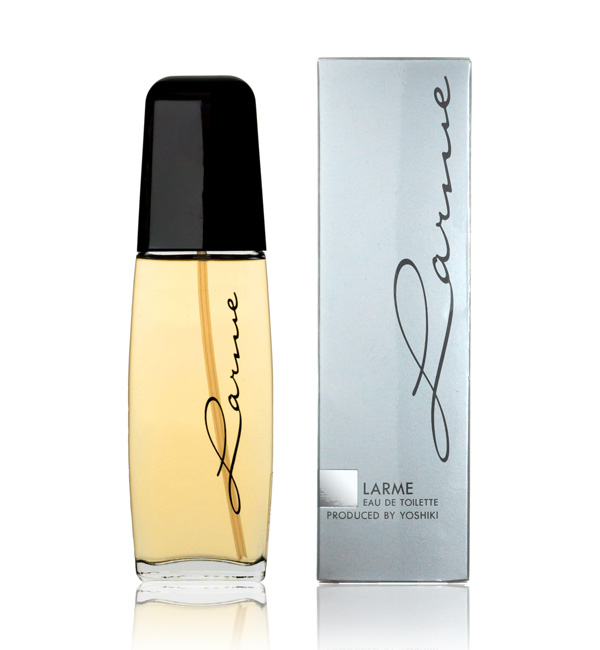
ラルム オードトワレ

1992年10月25日に、タカラからリカちゃんの憧れのロック・スターという設定の人形「STARLIGHT YOSHIKI」が限定1万体で発売された。ローズ、シルバー、パープルの3種類で、リカちゃんシリーズとしては初めて実在する人物がモデルとなった。
1993年10月18日には、プライベート・ブランド・ライン「ラルム」を発表し、コーセーと開発した香水と、ワコールと開発した女性用ランジェリーを発売した。
2002年7月31日に、各450部限定で「YOSHIKI ARTS－直筆サイン入りシルクスクリーン3作品」を発売。作品は「Endless Rain」「Tears」「Forever Love」の3点。
2004年には「X JAPAN 15周年メモリアルプロジェクト」の1つとして、X JAPANの東京ドーム公演の前日に楽屋で食べたカレーが辛かったことに腹を立て、リハーサルへの参加を拒否して帰宅したエピソードを元ネタにしたレトルト・カレー「『YOSHIKI伝説』YOSHIKIカレー＜キレ辛＞」と、シェード部分に自身の写真がプリントされた室内用ランプを発売した。
2008年10月1日から、ジュエリー・メーカー「桑山」とコラボレートしたジュエリー・ブランド「YOSHIKI Jewelry」を発表。
2008年12月24日から、三井住友カードが会員限定の特典がある自身の写真がデザインされたクレジット・カード「UNDERGROUND KINGDOM VISAカード」を発行している。
2009年5月にはハローキティとのコラボレーション・キャラクター「yoshikitty」を発表した。
2009年10月26日には モンダヴィ・ファミリーとコラボレートしたカリフォルニア産ワイン「Y by Yoshiki」を発売。赤ワインはカベルネ・ソーヴィニヨン。白ワインはシャルドネで、パーカー・ポイントで88点の評価であった。
2011年7月21日、サンディエゴで開催されたアニメ・コンベンション『コミコン・インターナショナル』で記者会見し、自身をモデルにしたヒーローが主人公のアメリカン・コミック『ブラッド・レッド・ドラゴン』を発表。会見には作品のクリエイターであるスタン・リーとトッド・マクファーレンが同席した。作品は全4巻で、2011年10月5日に初巻が発売された。
2012年1月20日にはコンラッド・リーチが彼の「静」と「動」を表現したという2作のシルクスクリーン「YOSHIKI PORTRAIT」と「YOSHIKI DRUMS」が100枚限定で発売された。
2013年にはヘッドフォン・ブランド「SOUL」とのコラボレーション・モデル「SL150 YOSHIKI special edition」をプロデュース。SOULの既存モデル「SL150」を元に、カラーやデザインなどを変更したもので、数量限定で発売された。

### その他
圧縮音楽データの再生技術に関する特許を2000年に出願。2008年にエナジー・ドリンク「ロックスター」のエグゼクティブ・プロデューサー、2009年にSUPER GTのレーシング・チーム「ROCK ST☆R童夢NSX」のチーム・プロデューサー、アメリカの動画共有サービス「Ustream」のエグゼクティブ・アドバイザーを務めた。また、2010年11月に設立された、辻野晃一郎が代表を務めるベンチャー企業「アレックス」の共同設立者に名を連ねている。映画監督の紀里谷和明・岩井俊二と共に、クリエイターのためのソーシャル・ネットワーキング・サービス「FREEWORLD」を運営している。2011年の11月にβ版としてスタートし、2012年2月に正式版が公開された。2012年9月には、スポーツカー「トミーカイラ・ZZ」の電気自動車化の開発を手がける京都大学発のベンチャー企業「グリーンロードモータース」に出資者として加わった。ロサンゼルスで日本の広報拠点となる「ジャパン・ハウス」が外務省によって2017年夏にハリウッド＆ハイランド内に開設されることが発表され、アドバイザーに就任した。
2011年3月6日に国立代々木競技場にて行われたファッション・ショー『ASIA GIRLS EXPLOSION』を、ファッション・プロデューサーのJay f.Rと共同で企画。着物ブランド「YOSHIKIMONO」を発表し、ファッションデザイナーとしてもデビューした。10歳の頃から悩まされている不眠症の治療をきっかけに、ライフワークとして医学博士の加藤友朗と共同で音楽療法の研究も進めている。現在、グラミー賞の投票権を持つ「ボーティング・メンバー」の1人でもある。
2024年2月20日にミラノ・ファッション・ウィークでハイファッションの新ブランド「MAISON YOSHIKI PARIS」をデビューさせた。

## 評価
- 「X JAPANのメロディーにはモーツァルトやショパンを聴いているような高揚感があり、そこにYOSHIKIのドラムなどがすごいエネルギーとなって混じり合っている点に、シンパシーを感じる」[252]「すごく存在感があると思った。それで興味を持ってX JAPANの音楽を聴いてみたんだけど、もし歌詞が英語だったなら、彼らは世界一ビッグなバンドになっていたかもしれないと思ったよ。アメリカ人の大半は、英語以外で表現されるものに興味を示そうとしないからね。世界には優れた音楽がたくさん存在しているというのに、そんな風に耳を閉ざしてしまうのは馬鹿げてるよ。X JAPANの音楽を聴けば、彼らが日本でスタジアムバンドとしての地位を確立している理由が分かるはずさ」[253]（ジーン・シモンズ／KISS）

- 「普通のミュージシャンだったらAメロからBメロに行くときにこれから変わることを予感させるつなぎ方をする。彼はAメロ→Bメロ→サビに行く時の変わり方に脈絡がない。バサッと変わるというか、美味しい所の圧縮感覚みたいなセンスをリアルタイムで持っている」[254]「自分のペースで演奏を進めちゃって、オーケストラの指揮者が必死に彼に合わせていた」[255]「（YOSHIKIが「練習はしない日は全くしないが、家に帰ると寝るまでやるほど練習が好き」と話したのを聞いて）僕よりYOSHIKIの方が全然クラシックの色が強いんだよね。だって僕は『トルコ行進曲』も『エリーゼのために』もちゃんと弾けない。反復練習しないから、譜面の見方もあんまり慣れないし、初見が効かない」[256]「飲み友達としても、ミュージシャンとしても話ができ、感情論・精神論・ロジック等色々な音楽の捉え方を器用に使いこなして、音楽作りを進めることができる」[257]「ヴィジュアル系は彼が作ったと言ってもいい。僕がYOSHIKIへの敬意と対抗心を持って僕らの小室ファミリーと彼らが鎬を削りあって発展したのだから」[258]「何十kgものバーベルを持ち上げたりとか、鏡で自分の体を見たり、ランニングマシンをやったり、そこから音楽に入ったり、もしくは音楽が終わってからやったり。それが全部音楽のためなんですよ。それが実際に身になっている。僕にはあのストイックさは不可能」[259]（小室哲哉）

- 「音楽ビジネスを成功させたアーティストとして，YOSHIKIはもはや小室哲哉と双璧の存在といっていいだろう。小室が作詞・作曲・編曲・プロデュースを中心として著作権印税（最大CD価格の6%を超えることはない）とプロデュース印税（世界で最大でも5%、日本では1～3%といわれる）で財を築いてきたのに対し、YOSHIKIはレコード会社という製造業のシステムそのものを築いてきた。レコード制作の原価計算から取引先との細かい逐一の折衝・スタジオの運営など作業的には大変だったが、軌道に乗ってしまえば事業としてのリターンは大きい。原盤印税（約10%）のほかメーカー利益がそのまま収入となる。ミリオンセラーが続出すれば小室とは0がひとつ違う実入りがYOSHIKIが経営する会社にはあるはずだ。一種独特の勝負勘と欧米的なビジネス感覚。その上にヒットメーカーとしての創作能力を兼ね備えたYOSHIKIは今後10年間、音楽産業のキーパーソンであり続けることは間違いない。YOSHIKIが運営するレコード会社はインディーズ1つ、メジャー1つ、米国に1つ。その他音楽産業に関する付帯事業にも積極的に関与している。外部の力を借りずに、自分のところだけですべてを賄おうとするシステムづくりだ」[62]（麻生香太郎）

- 「YOSHIKIさんはクラシック出身だったので、勝手にシンパシーを覚えて自分なりに研究した覚えがあります。サガシリーズのバトル曲はX JAPAN・THE ALFEEの様な邦楽ロックのノリです」[260]（伊藤賢治）

- 「妥協を許さない感情描写であり、その無駄のないところに美しさが存在し、読み手の想像力が存在したところに、詞に対しての魅力を感じることができる」[261][262]（久利生たか子）

- 「ドラマティックだが意外と語彙が少ない。その『少なさ』が逆にポリフォニック（多声的）な効果を発揮し、ミニマムな言葉遣いでマキシマムな感動を生み出す」[263]（町口哲生）

- 「ほとんどYOSHIKIが始めた悪癖の数々が原因なのだけれど、アーティストのセルフプロデュースによる権力の一極集中が甚だしいがために、レコード会社も事務所も無力化してしまった。その弊害は凄まじいもので、制作費や宣伝費は膨大に膨れ上がり、レコーディングの遅延はプレス工場のパートのおばちゃん達を泣かせ、ライブの開演時刻は有名無実化し、取材における遅刻や中止も相次ぎ…アーティストの地位を飛躍的に向上させた点は評価できるが、その陰で悲惨な目に遭った関係者は数知れない。特に音楽雑誌が被ったダメージは甚大であり、今や『これを載せとけば雑誌が売れる』という弱腰の姿勢によって原稿・写真のチェックが日常化してしまい、媒体としてのプライドや意思を自ら放棄してしまったのである」[264]「自らインディーズレーベルを主宰していたYOSHIKIは、メジャーデビュー後も広告や宣伝に対して意欲的でした。これだけ宣伝や露出の価値を見出し、主導してプロパガンダに勤しんだアーティストは、当時日本の音楽業界初だったのです」「YOSHIKI考案の意匠の数々は、ヤンキーテイストと『週刊少年ジャンプ』的な爆発力に溢れ、ファン以外の一般人にも正体不明のカタルシスを与えました」[265]「YOSHIKIは原盤制作費を自ら支払うことで原盤権を獲得すると共に、自前の音楽出版社まで起ち上げました。音楽をビジネスとして成功させるには原盤権と著作権の両方を持たねばならないことを、YOSHIKIは実体験の連続から学習したのです。『大手レコード会社と契約し、その流通網や宣伝力によって全国的なヒットにする』位しか頭になかった従来のアーティストを思えば、それは革命的な事でした。以降、彼の戦略を踏襲する者が増えたばかりか、アーティストの権利や地位は飛躍的に向上したのですから、他のジャンルも含めた皆はこの男に足を向けて寝られないはずです」「個人で弁護士を立てたり、従来の印税に異議を唱えて改善させたり、宣伝プランを自ら立案して宣伝費の用途まで管理したりと、自分たちで稼ぎを配分していて、商業行為としても成立する日本のロックがヴィジュアル系なのだな、と痛感します。語弊はあるけれど、『経済ヤクザ』YOSHIKIが表れたからこその歴史的転換ではなかったでしょうか」[266]「音楽業界に革命的貢献をしたにも関わらず、何年経ってもYOSHIKIは正当に評価される気配はありません。理由は簡単、その功績以上に事件を起こしまくったからです。何が起きても単なるアクシデントでは終わらず、伝説に昇華してしまう過剰な自己演出能力に長ける男です。その『癖』が抜けない限り、彼が正しく評価される日はまだまだ遠いでしょう」[267]（市川哲史）

- 「X JAPANとか、それを筆頭とするヴィジュアル系の、総てに対して寛容ではないですよ。でも、X JAPANは必要とされていたから売れたんだし、X JAPANを聴いていた人の殆どがLOUDNESSやANTHEMを知らなかったんだから僕達は負けたんです。僕は北欧系様式美でも歌謡界チックな物でも、良い曲はあると思う。X JAPANには良い曲はいっぱいあるし、バンド全員があの方向性を理解していないとあれだけのものにはならない。僕達がLOUDNESSとかVOW WOWとか44MAGNUMとかMARINOとかを反面教師にして来た様に、彼らはANTHEMやDEAD ENDやOutrageまでも反面教師にしてきたんだな、と思いましたね。GLAYにしてもB'zにしても皆そう」[268]（柴田直人／ANTHEM）

YOSHIKIは1980年代当時のジャパニーズ・メタルシーンの印象について「当時のシーンというのが、ANTHEMとかが盛り上がっていた頃で、まるで評論家に褒められるのが目的かの様に、一生懸命真面目に音楽をやる事が良いとされる様な、まるで学校に行くような雰囲気が漂っていたんですよ。“メイクなんかしないで、キチンと音楽やるのがいい”みたいな。それが凄く嫌で、だったらもっとムチャクチャやってやろうと思って、そうしたら今度、そのムチャクチャさ加減にHIKARUとJUNが辞めてしまった」と自虐的なニュアンスを含めつつも当時の日本のヘヴィメタルバンドを反面教師にしていた事を認めている。
- 「YOSHIKIさんのプロデュースの仕方はまずバンドに先にやりたい事をやらせて、そこから『どういう風にアレンジしたらいいか』『こういう音を入れたらいいんじゃないか』と細かい所まで含めてアドバイスしていくという感じ」[269]（Die／DIR EN GREY）

- 「僕らが形にしたテープを先に聴いてくれて、僕らのやりたいことや求めているものをすごくわかってくれたと思います。僕らの持っているアーティスト性を大事にして、それを引き出すという考え方でプロデュースしてくれて。『持っているものをもっと出せば、すごく格好良くなる』と言われました」[269]「曲を作るのは早いらしいんですよ。でもそこからのアレンジにすごく時間をかけていろんな事を実際に試して、納得いくまで追求していく音に対してのこだわりと姿勢はすごいと思いました」[270]（薫／DIR EN GREY）

- 「この人を初めて見たときは驚いたよ。『見たことのない新しいタイプのアーティストが出てきたなあ』って。それから30年近く。今も人気をキープしてるって、たしかにすごい人だよね。たださ、演歌歌手にしろ文化人にしろ、エポックを作った大御所にありがちなのがファッションのイージー化。この人だって例外じゃないよ。だいたいこの白いロングジャケットからして、着るだけで誇り高い気品を演出できる、一種の手抜きアイテム。よくおじさん文化人で黒いマオカラーのジャケットを着て、神秘的な僕を演出する人がいるけどさ。白いロングジャケットは、あれの王子様バージョンみたいなもんだよね。ただしこれでボトムも白だとあまりにベタ。まんま宝塚歌劇団になっちゃうもんな。そこで、こう見えてたぶん高級品のダメージジーンズをUGGみたいなブーツにインしたり、Vゾーンにシフォンのストールを重ねたり…ってこれ、白金あたりを歩くおばさまがよくやってる格好にそっくり…いえいえ、あくまでファッションの話なので、あしからず!」[271]（小西良幸）
- 2025年「TIME100（世界で最も影響力がある100人）」に日本人ミュージシャンとして初めて[272]選出された[273]。ニコール・シャージンガーは音楽性を絶賛するとともに、ロサンゼルスで起きた山火事の被災者支援や自身の米国非営利公益法人 501(c)(3)「YOSHIKI FOUNDATION AMERICA」を通じた世界各地の災害救援、人道支援、医療分野への貢献に賛辞を寄せている[272]。

## エピソード
書籍、メディア等から音楽の「天才」として語られるYOSHIKIは、若かりし頃は天才的狂気をコントロールできず数多くの大暴れエピソード等がファンの間で共有されている。その中で一般に知られているエピソードが幾つかある。

### カレーが辛かった事件
1991年の東京ドームライブ前日の8月22日、リハーサルの際に注文したカレーがあまりにも辛かったために激怒し、テーブルをひっくり返して家に帰ってしまった事件。証人として味見したToshIもあまりの辛さに汗が大量に噴き出す程であったという。このエピソードはX JAPANが初出演した1995年1月9日放送の「HEY!HEY!HEY!」が初出となっている。さらに、後の2015年8月30日放送の『関ジャム 完全燃SHOW』で、帰った理由を「あまりの辛さに貧血になってしまった」と説明している。ちなみにこの日はリハーサル前に巨人対広島の試合が行われており、巨人が試合に負けたことで搬入が間に合ったことを口走ったスタッフに対し、巨人ファンのPATAが激怒するという出来事も起こっている。後の2004年にその時のカレーを再現した「『YOSHIKI伝説』YOSHIKIカレー＜キレ辛＞」がファミリーマートの受注生産で販売され、2016年3月には本人監修の元ローソンで再販された。このエピソードが有名になった為、関係ない店でカレーを注文しても、店員がビクビクしてしまう弊害が起こっていると語っている。

### シャワーが熱かった事件
篠山紀信による写真撮影の際に、事前にシャワーを浴びようとしたらシャワーが熱かったことに激怒して家に帰ってしまった事件。これについては「シャワーが壊れていて熱湯しか出ず、軽い火傷のような状態になってしまったため」と説明している。

### 「布袋出て来い」
1994年、ユネスコが企画した国際的音楽イベントThe Great Music Experienceが東大寺で開催された。これは世界数十カ国へ生中継されるビッグイベントである。ボブ・ディラン、ジョン・ボン・ジョヴィ、ロジャー・テイラー（クイーン）など錚々たるアーティストが出演し、日本からは布袋寅泰やX JAPANが出演した。各アーティストがリハーサルの最終確認を行う頃、YOSHIKIは堂々たる遅刻をして登場した。布袋寅泰は最若手のYOSHIKIが不遜な態度で現れ謝りもしないことに怒っていた。
そのような経緯があり、コンサート後の打ち上げパーティでYOSHIKIが挨拶に来た時に布袋は「Xって何なんだよ!?」と言って、至近距離でYOSHIKIを睨みつけた。28歳のYOSHIKIは血気盛んで、打ち上げでアルコールが入っていたこともあり、先輩の布袋相手に反撃し殴りかかった。スタッフが慌てて仲裁し、その場は収束したがYOSHIKIは怒っていた。YOSHIKIは布袋の宿泊場所に殴り込みに行き、「コラ布袋! 出てこい!」と叫び暴れまわったのだという（布袋は出て来なかった）。
後年、ボブ・ディランがノーベル文学賞を受賞した際にYOSHIKIは1994年のThe Great Music Experienceにおける共演者として布袋にも言及し、絶縁状態と噂されていた布袋の名が挙げられたことに多くの音楽関係者は驚いた。また2022年、YOSHIKIと布袋がX（旧Twitter）で「ただいまー I'm back in Japan!」（YOSHIKI）、「Welcome Home」（布袋）というやりとりをする2人の良好な関係の決定的な瞬間が報じられている。布袋はX JAPANのhideと親交を深めてもいる。

### RED SWAN事件
2018年7月5日 - 8日にロサンゼルスで行われた「Anime Expo 2018」でTVアニメ『「進撃の巨人」Season 3 』のオープニング曲を担当することが発表され、ラルクアンシエルのhydeが「X JAPAN feat.HYDE」として参加することが発表された。
この名義についてファンから様々な臆測と心配が飛び交い、Twitter（現X）で歌っていないにもかかわらず「Toshl」が連日トレンドに上がった。
2018年7月16日 Toshl CRYSTAL ROCK チャンネル（ニコ生）にてToshlがファンからの質問に応え、YOSHIKIの企画であることを尊重しながら、残念な気持ちであるという正直な思いを語り、それしか答えられないことをファンに謝罪した。
2018年7月20日 YOSHIKI CHANNEL（ニコ生）にてYOSHIKIがRED SWANは「YOSHIKI feat. HYDE」名義でリリースすることを発表した。
同日、YOSHIKIは「だいたい僕がToshlに声をかけないわけがないじゃないですか」「Toshlに声をかけたが、なかなか返事をいただけなかった時期に、HYDEと会って、快諾してくれたので。」
と語ったが、7月25日のJ-GENERATIONのインタビューでHYDEがレコーディングは別録りだったことを発言している。
Toshlの返事を待ってでも、スケジュールを合わせなくてよい別録りをなぜToshlでレコーディングをしなかったかの理由についてYOSHIKIは一度も言及していない。
2018年秋頃「YOSHIKI feat. HYDE」名義として「Red Swan」がポニーキャニオンからシングルリリースされた。

## ディスコグラフィ
- 『Eternal Melody』（1993年）
- 『ETERNAL MELODY II』（2005年）
- 『YOSHIKI CLASSICAL』（2013年）

## キャッチコピー

### X関連
- 「オマエらイカしてやるぜ!!」（X「オルガスム」広告）
- 「バカヤロー レコーディングが終わったぜ テメーらの脳ミソズタズタにしてやるぜ!! そして、それを切り裂いて、えぐり出し、棒を突っ込んで、引きずりまわしてやるよ……」「歴史から飛び出せ!!」「レコードがたりねえ なんでこんなに売れんだよ できるまでまってくれ 俺たちだってがんばってるんだ」「これを聴かずにエックスは語れない インディーズ最大の売り上げを誇った怒濤の名盤 今だったら売ってやる お正月から逆立ちだ」（X「Vanishing Vision」広告）
- 「青い血の雨が降る。」（X「BLUE BLOOD」広告）[265]
- 「エックス紅く染まった涙の爆弾」（X「紅」広告）[265]
- 「おまえの瞳にドロップキック!」[265]（X「刺激! VISUAL SHOCK Vol. 2」広告）[284]
- 「待たせて悪かったな!今度倒れる時は死ぬ時だ」（X「Rose & Blood Tour」1990年2月4日復活公演）[265]
- 「何処に行けば苦しみを愛せる…」（X「Jealousy」広告）[265]
- 「X・X・X・X・X・東・京・ド・ー・ム」（「Violence In Jealousy Tour 1991 〜夢の中にだけ生きて〜」の公演の内で初の東京ドーム公演の告知に使用。1ページ1文字オールカラー）[265]
- 「立ち去る前に殺して」（X「Silent Jealousy」広告）[265]
- 「座ってられねぇんだよ。」（X「Standing Sex/Joker」広告）[265]
- 「伝説まではまだ遠い これで終わると思うなよ」[265]（X「VISUAL SHOCK Vol. 4 破滅に向かって」広告）[284]
- 「テメーら いつまでもだまってると 思うなよ FROM YOSHIKI 何かが起きる!」（「EXCESS 24」広告）[284]
- 「残暑見舞いにバックドロップ!!」[285]
- 「秋の夜長にロケットパンチ」[285]
- 「バカヤロー 少し落ちつけ! そんなにいっぺんにできないんだよ……まったく……」[285]
- 「冬になってもロケットパンチ 品切れ続出! エクスタシーレコード大パニック YOSHIKIが倒れてさらにパニック どうしよう……」[285]
- 「お正月からパイルドライバー ロケットパンチも忘れるな 大変だYOSHIKIが段段元気になってきた」[285]

### エクスタシーレコード所属アーティスト関連
- 「気合一発 根性2発 3時のおやつはLADIES ROOM（ジョージ談） いつまでも笑ってねーぞ（Yoshiki談）」（LADIES ROOM「SEX SEX SEX」広告）
- 「1991.4.21 革命」「狂い咲く毒の華。」（LUNA SEA「LUNA SEA」広告）
- 「俺らが負けたな、と思う日まで暴れまくって下さい」「FULL VOLUME ONLY!!」（東京YANKEES「Do the DIRTY」広告）
- 「親に貰った黒髪を 染めて散らした親不孝 泣いてくれるなおっ母さん 親や世間に逆らって ついたその名も不良達（ヤンキース） 飲め!買え!打て!…HIDE（X）談 骨は拾ってやるぜ!!…YOSHIKI（X）談」（東京YANKEES「Overdoing」広告）
- 「無敵と書いてエクスタシーと読む 無謀と書いてYOSHIKIと読む」「強者共（エクスタシー軍団）がやってくる、今年も怪獣大戦争 大都市壊滅3秒前 今年も一発エクスタシー 気合い一発エクスタシーサミット」「渋公以来のバンド出演、楽しみにしています（ZI:KILL談）国士無双（UME談）俺達はサミットでも反抗するぞ（Gilles de Rais談）曲で勝負しましょう（RAY談）今回は久しぶりにバンドでやらせてもらうぜ（HARUHIKO ASH談）東海林のり子と2人で司会。なんでじゃ～あ（大竹まこと談）何も見なかった事にします（HIDE談）月の女神と歌いましょう（LUNA SEA談）前立腺マッサージが先か、エクスタシーサミットが先か（GEORGE談）熱狂的無意識の精神的演出（Screaming Mad George談）エ!!俺達も出るの!?!?（MEDIA YOUTH談）FANの目となり耳となる事を誓います（東海林談）てめーら!!まとめる身にもなってみろ!!（YOSHIKI談）」（「EXTASY SUMMIT 1992」広告）[284]
- 「みんな無名だった、だけど…無敵だった」「怒濤のライブビデオ 5.10MON 発売決定!! もう待たせねエ! 買えるもんなら買って観ろ!」（映像作品「みんな無名だった、だけど…無敵だった 〜EXTASY SUMMIT 1992〜」広告）[284]
- 「偏執狂的風景（パラノイアスケープ）／干からびた叫び（ドライドアップスクリーム）」（SCREAMING MAD GEORGE&PSYCHOSIS「PARANOIASCAPE」広告）
- 「限りなく漆黒に近い純白。」（GLAY「灰とダイヤモンド」広告）
- 「オナニーが先か、レディースルームが先か!」[285]
- 「乳もみながらレディースルーム（JUN談） 死んでね（メンバー談） 友だちやめようかな（YOSHIKI談）」[285]
- 「『こりゃ、スンゲエや。』 PATA / X JAPAN 『15周年、そして「History of EXTASY」のリリースおめでとうございます。これからもよろしくお願いします。』 真矢 / LUNA SEA　『15周年、本当におめでとうございます。いやぁ時がたつのは早いもんですね。また、先輩方とゆっくり飲みたいですね。昔は本当に鍛えていただきました。(特にGEORGEさん) おかげ様で強く育ちました。若いバンドのみなさんへ。EXTASYは根性さえ入っていれば決して恐ろしい場所ではないのでどんどん鍛えられに行きなさい。･･･だよね、GEORGEさん!』 SUGIZO / LUNA SEA 『設立15周年、おめでとうございます。自分はエクスタシーレコードがあって、今の自分がいます。「History of EXTASY」に参加できて光栄です。このアルバムで自分もみんなも忘れていた何かを思い出せたらいいなと思います。』 鈴木晃二 / ex DEEP 『設立15周年おめでとうございます。これからもがんばります。がんばりましょう。』 INORAN / LUNA SEA 『文句がある奴ぁ、かかって来いっ!!』 HIYORI / YOUTHQUAKE　『うちの大将が"打ち上げ花火"ってことは、俺達はただの火薬ってことかよ!!!爆発寸前!』George / ex LADIES ROOM 『もう15周年なんですね。おめでとうございます。これからも刺激的なレーベルであり続けてほしいです。』 J / LUNA SEA 『15年間のエクスタシーの歴史といいうよりは、このアルバムは日本のロックの歴史でしょう。』 NORI / TOKYO YANKEES 『格闘技好きな僕としては、HIYORIさんのカカト落としを見てみたいです。』前田京之介 / Breath 『いいなあ15年か。エクスタシーは永遠だからまだ若い。俺はおじさんと云われる年になった。がんばるっきゃないね!30周年には皆んなどうなっているかな?楽しみだ。』 TAIJI 『15年か、あの頃は10代だったもんな 時が経つのは早いもんだな まあ色々乱暴に生きたけどみんな大人になっただろうな。あっ!誰一人として大人になってない!!』 百太郎 / ex LADIES ROOM 『おめでとうございます。これからもエクスタシーレコードとして新しい物を生み出して下さい。これからも一緒に盛り上げましょう。』RYUICHI / LUNA SEA 『ラマーってexハイパーマニアなんだって･･･みんな知ってる!?』悠介 / RAMAR 『俺はヨォ、100万枚売ってねぇけどヨォ、ケンカは強えぞ!!』 UMEMURA / TOKYO YANKEES 『15年くせになっちゃうエクスタシー(ハート)』 TUSK ITAYA 『祝15周年!!高校生の時、EXTASY RECORDSに入りたくてデモテープを沢山送ったんですけど返事がありませんでした。(どこにあるんだろう････)』Ke2 / ラヴィアンローズ 『YOSHIKIへ、“いつもの場所で”』 U.D.A / TOKYO YANKEESサポート 『よっちゃん、僕の歯ぁ返して下さい!!』 AMI / CHARISMA 『無敵、いつまでも無敵でいてください。元エクスタシーの制作部長も喜んでいるでしょう。』 松本裕士 / ヘッドワックスオーガナイゼーション 『時が来た･･･!!』 by YOSHIKI」（「History of EXTASY 15th Anniversary」広告）

他多数、エクスタシーレコード関係の広告のキャッチコピーは全てYOSHIKIが手がけている。

## 主な出演

### 映画
| 年     | タイトル                   | 役   | 備考                                     |
| ------ | -------------------------- | ---- | ---------------------------------------- |
| 1988年 | 『TOKYO-POP』              | 本人 | X（現X JAPAN）のメンバーとしてカメオ出演 |
| 2007年 | 『グローバル・メタル』     | 本人 | ドキュメンタリー映画/インタビューを収録  |
| 2015年 | 『JUNK STORY』             | 本人 | ドキュメンタリー映画/インタビューを収録  |
| 2016年 | 『We Are X』               | 本人 | ドキュメンタリー映画/インタビューを収録  |
| 2023年 | 『YOSHIKI: UNDER THE SKY』 | 本人 | YOSHIKI監督によるドキュメンタリー映画    |

### テレビ
| 年     | タイトル              | 役   | 備考 |
| ------ | --------------------- | ---- | --- |
| 2000年 | 『バスストップ』      | 本人 | 第4話「哀しみと怒りの初デート…」にカメオ出演 |
| 2018年 | 『深夜!天才バカボン』 | 本人 | 第1話「ひさしぶりにアニメになったのだ」にアニメキャラクターが登場。声は三木眞一郎。 YOSHIKI本人から許諾を得て登場していることがテロップで表示されている。第12話「ほんとうの最終回なのだ」に再びアニメキャラクターが登場。 声は本人（YOSHIKI）と作中テロップとEDクレジットで表示されている。 |

バラエティ
- 芸能人格付けチェック(2018年1月1日・2019年1月1日・2022年1月1日、ABCテレビ)
  - 3回出演し個人14連勝。チームメイトは1回目と2回目はGACKT、3回目は無し(番組史上初の全問チェック)。
- YOSHIKI SUPERSTAR PROJECT X(2022年11月5日〜、日本テレビ)

### ミュージック・ビデオ
| 年     | タイトル                       | アーティスト           | 備考       |
| ------ | ------------------------------ | ---------------------- | ---------- |
| 2002年 | 「レメディー」                 | アバンダンド・プールズ |            |
| 2012年 | 「あの輝かしい日々をもう一度」 | テネイシャスD          | カメオ出演 |

### CM・広告
| 年     | 企業                               | プロモーション                      | テーマ                                  | サウンドトラック                                  |
| ------ | ---------------------------------- | ----------------------------------- | --------------------------------------- | ------------------------------------------------- |
| 2000年 | セブン-イレブン・ジャパン          | 企業イメージ                        | New Revolution Starts                   | 「Confusion」- Violet UK                          |
| 2000年 | セブン-イレブン・ジャパン          | 企業イメージ                        | Ready for the New Wave                  | 「The Other Side」- Violet UK                     |
| 2001年 | セブン-イレブン・ジャパン          | 企業イメージ                        | Ahead of Its Time                       | 「Blind Dance」- Violet UK                        |
| 2002年 | パルコ                             | バーゲン・セール                    | Wonderful X'mas                         | N/A                                               |
| 2002年 | パルコ                             | バーゲン・セール                    | Believe in Wonder                       | N/A                                               |
| 2016年 | 楽天モバイル                       | 仮想移動体通信サービス              | Endless Challenge                       | N/A                                               |
| 2018年 | 麒麟麦酒                           | 発泡酒                              | ここまでうまいと時代が変わる。          | 「リトル・グリーン・バッグ」 - ジョージ・ベイカー |
| 2018年 | アキタ                             | 鶏卵                                | グルメな人                              | N/A                                               |
| 2018年 | アキタ                             | 鶏卵                                | おそろい                                | N/A                                               |
| 2019年 | バンダイナムコエンターテインメント | アイドルマスター シャイニーカラーズ | Sポーズ / 宣言                          | N/A                                               |
| 2020年 | リクルート                         | 不動産情報サイト                    | スーモとYOSHIKI なんで弾いてるんだろう? | N/A                                               |
| 2020年 | リクルート                         | 不動産情報サイト                    | スーモとYOSHIKI ナンバーワンなの?       | N/A                                               |
| 2020年 | アサヒ飲料                         | 缶コーヒー                          | 意外な演奏                              | N/A                                               |
| 2020年 | アサヒ飲料                         | 缶コーヒー                          | 極めた人                                | N/A                                               |

### NHK紅白歌合戦出場歴
| 年度   | 放送回 | 回 | 出場名義                        | 曲目                                        | 出演順 | 対戦相手                         | 備考             |
| ------ | ------ | -- | ------------------------------- | ------------------------------------------- | ------ | -------------------------------- | ---------------- |
| 2018年 | 第69回 | 初 | YOSHIKI feat. HYDE              | Red Swan                                    | 08/22  | YOSHIKI feat. サラ・ブライトマン | 同一回で両軍出場 |
| 2018年 | 第69回 | 初 | YOSHIKI feat.サラ・ブライトマン | Miracle                                     | 08/22  | YOSHIKI feat.HYDE                | 同一回で両軍出場 |
| 2019年 | 第70回 | 2  | YOSHIKI feat. KISS<YOSHIKISS>   | Rock and Roll All Nite -YOSHIKISS version.- | -      | -                                | 特別企画         |
| 2020年 | 第71回 | 3  | YOSHIKI                         | ENDLESS RAIN                                | -      | -                                | 特別企画         |
| 2023年 | 第74回 | 4  | YOSHIKI                         | ENDLESS RAIN 〜 Rusty Nail                  | -      | -                                | 特別企画         |

- 個人として4回出場したほか、X JAPANとして8回、THE LAST ROCKSTARSとして1回の計13回出場。
- 第69回（2018年）は、紅組・白組両方から出場した。

## ツアーとコンサート
- 『YOSHIKIシンフォニックコンサート2002 with 東京シティ・フィルハーモニック管弦楽団 featuring VIOLET UK』（2002年12月3日・4日、東京国際フォーラム）
- 『Yoshiki Classical World Tour part 1』（2014年）
- 『YOSHIKI CLASSICAL SPECIAL WORLD TOUR 第2弾 - YOSHIKI with Orchestra -』（2016年）
- 『YOSHIKI CLASSICAL SPECIAL feat. Tokyo Philharmonic Orchestra』（2017年1月12日・13日、ニューヨーク・カーネギーホール）
- 『YOSHIKI CLASSICAL 2018 ～紫に染まった夜～ YOSHIKI with Philharmonic Orchestra』（2018年11月15日、東京国際フォーラム）
- 『YOSHIKI CLASSICAL with Orchestra 2022 in JAPAN』（2022年9月17日・18日・19日、東京国際フォーラム）
- 『YOSHIKI CLASSICAL 10th Anniversary World Tour with Orchestra 2023 'REQUIEM'』（2023年）
  - 日本公演 - 10月7日・8日・9日 東京ガーデンシアター
  - イギリス公演 - 10月13日 Royal Albert Hall (London)
  - アメリカ公演 - 10月20日 Dolby Theatre (Los Angeles)､ 10月28日 Carnegie Hall (New York)